# Olympique Gymnaste Club de Nice
Cet article fait partie d'un « bon thème » labellisé en 2012.
Maillots
Actualités
Dernière mise à jour : 13 août 2025.
L'Olympique Gymnaste Club de Nice, abrégé en OGC Nice est un club de football français fondé en 1908 en tant que section football du club omnisports fondé en 1904 et situé à Nice.
Le club, fondé sous le nom de Gymnaste Club de Nice, prend le nom d'Olympique Gymnaste Club de Nice en 1926.
De 1927 à 2013, le club joue au Stade du Ray. Depuis le 22 septembre 2013, les rencontres se déroulent au nouveau grand stade de Nice dénommé Allianz Riviera. Les joueurs s'entraînent au sein d'un complexe sportif, inauguré en octobre 2017 construit et situé à l'ouest de la ville, boulevard Jean Luciano, dans lequel se trouvent également le centre de formation et le siège du club.
Les joueurs sont traditionnellement appelés « les Aiglons », l'emblème de la ville de Nice et du club étant l'aigle.
Le club est détenu par le groupe de pétrochimie Ineos depuis août 2019, propriété de la première fortune britannique Jim Ratcliffe. L'équipe première évolue actuellement en Ligue 1. Elle est entraînée depuis juin 2024 par Franck Haise.

## Histoire

### La genèse (1904-1927)
L’ancêtre de l’OGC Nice actuel, le Gymnaste club de Nice (GCN), est né à La Pergola, avenue Carlone, dans le quartier des Baumettes à Nice, le 9 juillet 1904, ayant pour but la gymnastique et les exercices athlétiques. Le Gym, club de gymnastique, est fondé par le marquis de Massengy d'Auzac (président de la Fédération sportive des Alpes-Maritimes de l'époque et qui devient président d'honneur du Gym), par Hector Gal et A. Martin (élu président). Les couleurs d'origine du Gym sont le bleu et le noir et deviendront par la suite le rouge et noir.[réf. nécessaire]
Le 6 juillet 1908, le Gymnaste club se divise en deux : la section boules garde le nom et reste affiliée à la FSAM, les autres sections deviennent le Gymnastes amateurs club de Nice (GACN) qui s'affilie à l'Union des sociétés françaises de sports athlétiques (USFSA), l'organisme national le plus important, et une section football est enfin créée. Derrière l'origine de la création de cette section se trouvent des jeunes issus de La Semeuse, une des plus vieilles associations de la ville de Nice (créée elle aussi en 1904), qui seront exclus de cette dernière à la suite d'un comportement inapproprié. Afin de pouvoir continuer à pratiquer le Football ils décidèrent donc de rejoindre le GACN et d'y créer une section pour le ballon rond. Le 6 octobre 1910, le Gymnastes amateurs club de Nice redevient le Gymnaste club de Nice, tout le club s'affiliant à l'USFSA, lui permettant participer au championnat de la Côte d'Azur. Le 20 septembre 1919, le Gymnaste club de Nice absorbe le Gallia Football Athlétic Club et adopte ses couleurs rouge et noir. Le 22 décembre 1924, lors de son assemblée générale le Gymnaste club de Nice devient l'Olympique gymnaste club de Nice. Le mot olympique est à la mode, puisque les Jeux du même nom viennent de se dérouler en France.

### Le parcours amateur (1927-1932)
De 1927 à 1929, le Gym joue en Promotion d'honneur Sud-Est, puis en Division d'honneur de 1929 à 1932.[réf. nécessaire] L'OGC Nice atteint en 1931 et en 1932 les demi-finales de la Coupe de France de football.

### Les premières années de professionnalisme (1932-1950)

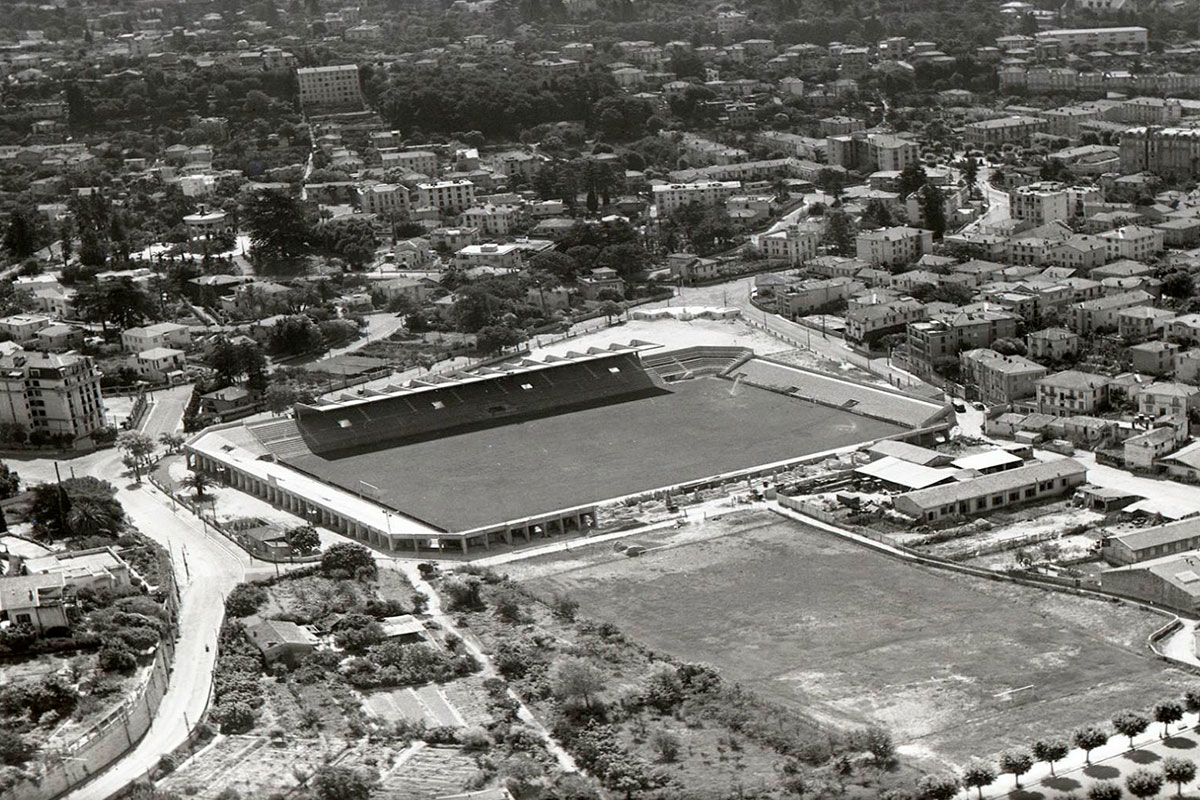
Le stade du Ray dans les années 1930.

Le club adopte le statut professionnel en 1932 et intègre la D1A en 1932-1933 puis la D1 en 1933-1934. En juin 1934, l'OGCN se voit retirer le statut professionnel, avant de le récupérer six mois plus tard. L'équipe première ne dispute alors que des matches amicaux. Le Gym reste ensuite quatre saisons en D2, de 1935 à 1939. Pendant la guerre, le club évolue en D1 Sud de 1940 à 1943.
Lors de la saison 1943-1944, la plupart des joueurs professionnels niçois évoluent au sein de l'Équipe fédérale Nice-Côte d'Azur mise en place par le régime de Vichy. Ils sont accompagnés de joueurs issus d'autres clubs de la Côte d'Azur, l'AS Cannes notamment. Le club, décimé, évolue cette année-là dans le Championnat de France amateur. L'année suivante, le système des équipes régionales est abandonné avec la Libération. L'OGCN joue alors en D2 de 1945 à 1948, remportant en 1947-1948 le championnat de France de D2, son premier titre significatif. En 1945, l'OGC Nice atteint à nouveau la demi-finale de la Coupe de France.
En 1948, le Gym retrouve la première division et termine septième du championnat. Il atteint la cinquième place la saison suivante. L'OGC Nice ne quittera plus l'élite jusqu'en 1964. Les belles années arrivent.
Les années 1930 et 1940 sont marquées par la présence d'un buteur exceptionnel dans l'effectif de l'OGC Nice, Joaquín Valle, qui inscrit, entre 1937 et 1948 pas moins de 339 buts en 407 rencontres toutes compétitions confondues avec le Gym.

### Les années de gloire (1950-1960)

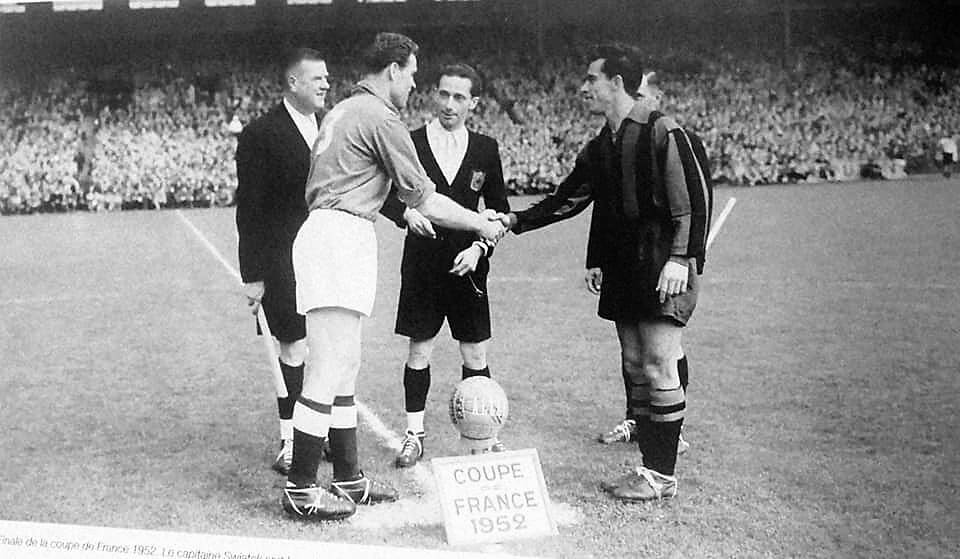
Finale de Coupe de France 1952 Nice-Bordeaux

Les années cinquante sont les plus glorieuses pour l'OGC Nice avec quatre titres de champion de France en huit saisons (1950-1951, 1951-1952, 1955-1956 et 1958-1959) et deux Coupes de France (1951-1952 et 1953-1954). Le club, qui rivalise avec le grand Stade de Reims, est le premier à obtenir deux titres de champion de France consécutifs et réalise le doublé coupe-championnat en 1952.
Il est emmené par son légendaire capitaine, Pancho Gonzalez (1951-1961) et des joueurs devenus mythiques : Victor Nurenberg (1951-1960), qui sera de tous les titres comme Pancho Gonzalez, Yeso Amalfi, Antoine Bonifaci (1950-1953), Just Fontaine qui inscrit 44 buts entre 1953 et 1956, Hector De Bourgoing, Rubén Bravo (1954-1957), Joseph Ujlaki (1953-1958), Jacques Foix (1956-1961), Georges Lamia (1957-1963), Keita Oumar dit Papa Barrou, resté célèbre pour ses fameux pointus. Il est conduit par de grands entraîneurs dont Numa Andoire (1951-1952), Luis Carniglia (1955-1957) et Jean Luciano (1957-1962).
La ville s'enthousiasme pour les exploits du club. Le stade du Ray est plein à craquer et les spectateurs sont parfois assis sur le bord de la pelouse.
En 1960, grâce à un triplé de Victor Nurenberg, l'OGC Nice bat à domicile le Real Madrid de Ferenc Puskás (3 à 2) en quart de finale de la Coupe des clubs champions européens. Au retour, les Madrilènes s'imposent 4 à 0 devant 85 000 spectateurs, face à des Niçois contraints de jouer à dix pendant plus de la moitié du match.

### Une décennie en demi-teinte (1960-1969)
Les belles années passent et l'OGC Nice rentre peu à peu dans le rang. En 1964, le club tombe en deuxième division mais grâce à sa nouvelle recrue, Roger Piantoni, il remporte le championnat de D2 la saison suivante et regagne aussitôt l'élite. En 1967-1968, le Gym termine vice-champion de France derrière l'AS Saint-Étienne. En 1969, le club descend en D2 mais remonte immédiatement en D1 après avoir décroché le championnat de France de D2 de 1970. Le club va ensuite être relancé par un grand dirigeant : Roger Loeuillet.

### L'ère Loeuillet, le temps des vedettes (1969-1981)
En 1970, l'OGC Nice remporte le Challenge des champions en battant 2-0 la grande équipe de l'AS Saint-Étienne qui vient de réaliser le doublé coupe-championnat. C'est le début d'une belle période pour le Gym qui durera jusqu'en 1978.
Les années 1970 sont celles d'un grand président, Roger Loeuillet (1969-1981), qui recrute de grands joueurs. Contrairement à son rival de l'époque, l'AS Saint-Étienne, à qui l'on prête la réputation d'un club sage et formateur et à qui les médias l'opposent, l'OGC Nice est décrit comme un club composé de vedettes. Il compte certes dans ses rangs des joueurs célèbres : Claude Quittet, capitaine de l'équipe de France, Charly Loubet, Hervé Revelli, Roger Jouve, Jean-Marc Guillou, Marc Molitor, Jean-Noël Huck, Jean-Pierre Adams, l'international néerlandais Dick van Dijk, l'international suédois Leif Eriksson, Dominique Baratelli, Francis Camerini.
Grâce à ce brillant effectif, l'OGC Nice démarre toujours très fort le championnat de France et est sacré à plusieurs reprises champion d'automne. Malgré ces talents, le club ne réussit toutefois pas à décrocher de titre. Il termine deuxième du championnat en 1972-1973, avec Jean Snella comme entraîneur, et en 1974-1976, sous la houlette de Vlatko Marković. En 1974, le record d'affluence au stade du Ray est battu avec 25 532 spectateurs payants à l'occasion du match de Coupe UEFA face aux Turcs de Fenerbahçe.
La finale de la Coupe de France perdue en 1978 contre l'AS Nancy-Lorraine, au cours de laquelle Michel Platini crucifie Dominique Baratelli d'un tir en pivot, assomme toute une ville et sonne la fin d'une époque. Jean-Noël Huck et Roger Jouve quittent le club en 1978 et Jean-Marc Guillou en fait de même en 1979. L'OGC Nice est ainsi privé de son milieu de terrain magique et les conséquences ne tardent pas à se faire sentir. Entre 1979 et 1981, le club reste abonné à la quinzième place et tombe à la dix-neuvième en 1982 ce qui l'envoie en D2. La fin des années 1970 et le début des années 1980 sont cependant marquées par les exploits d'un illustre buteur, le Serbe Nenad Bjeković, qui accumule 86 réalisations de 1976 à 1981. En défense évolue alors un joueur de légende, Josip Katalinski, disparu en 2011 et dont la personnalité, décrite comme forte et attachante, a marqué pour longtemps les esprits.

### La présidence Innocentini (1981-1991)
En 1981, Mario Innocentini, un grossiste niçois, devient président du club et le restera dix années durant, jusqu'en 1991. De 1982 à 1987, le Gym est entraîné par Jean Sérafin. Malgré Carlos Curbelo et Gérard Buscher, puis le recrutement de Pascal Françoise, le club ne parvient pas à passer les barrages. Ce n’est qu’en 1985 que les azuréens retrouveront la D1, avec Fabrice Mège, Michel Joly, André Amitrano ou encore Gilbert Marguerite. L'OGC Nice termine premier du championnat de D2 et regagne ainsi l'élite grâce notamment à son buteur argentin Jorge Dominguez qui inscrit 41 buts en l'espace de deux saisons.
Les saisons suivantes sont plus délicates malgré les arrivées de Jean-François Larios et de Joël Henry puis l’émergence d’Éric Guérit. L'espoir renaît avec l'arrivée au poste d'entraîneur de l'ancienne idole du Ray, le Serbe Nenad Bjeković. Il le restera jusqu'en 1989. Avec l'ancien buteur aux commandes, le Gym atteint la demi-finale de la Coupe de France en 1988. Il termine à la sixième place du championnat de D1 1988-1989.
Après Bjeković, le club connaît une valse des entraîneurs avec Pierre Alonzo, Carlos Bianchi puis Jean Fernandez qui se succèdent en l'espace de deux ans. En 1990, le Gym signe un succès d'anthologie au Ray. L'OGCN l’emporte 6-0 sur le RC Strasbourg en match de barrage devant vingt-cinq mille spectateurs déchaînés par un Robby Langers en état de grâce qui inscrit quatre buts. Avec Jean-Noël Huck de 1990 à 1992, le Gym retrouve un peu de stabilité mais la période est délicate. En 1991, Mario Innocentini doit se résoudre à déposer le bilan. L'ancien maire de Nice Jacques Médecin est en fuite en Uruguay et le Gym ne peut plus compter sur le soutien de la municipalité. Le club, qui termine quatorzième de la saison 1990-1991, est rétrogradé pour raisons financières en deuxième division. L'avenir est sombre.

### Entre ombres et lumière (1991-2002)
En octobre 1991, l'Olympique gymnaste club de Nice, criblé de dettes, risque la liquidation judiciaire. Il est sauvé in-extrémis par le nouveau président André Bois, et devient Olympique gymnaste club de Nice Côte d'Azur. D'août 1992 à novembre 1996, le Gym est entraîné par Albert Emon. Le club remonte en D1 en 1994 et termine seizième du championnat en 1994-1995 puis douzième en 1995-1996.
En 1997, l'OGC Nice ajoute une ligne à son palmarès, vierge de tout nouveau succès depuis près de quatre décennies. Sous la direction de son nouvel entraîneur Silvester Takač, le club remporte la Coupe de France contre l'En Avant de Guingamp (1-1, 4 t.a.b. à 3). Malgré ce succès, le Gym termine dernier du championnat 1996-1997 et descend en deuxième division.
Après trois saisons très difficiles en D2, le PDG de l'AS Rome, Franco Sensi prend le contrôle du club, et nomme Sandro Salvioni au poste d'entraîneur. La première saison est extrêmement difficile (15e), mais la seconde se termine sur le podium. Après cinq saisons en D2, le club parvient ainsi à remonter en Ligue 1. L'intersaison est toutefois très compliquée, la DNCG refusant la montée de l'équipe. Dans un premier temps relégué administrativement en National à cause de problèmes financiers, l'OGC Nice est maintenu après recours, grâce notamment au geste des joueurs qui renoncent à leur prime de montée en Ligue 1.
En 2002, Sensi se désengage de l'OGC Nice et laisse la présidence à Robert Cassone. La période est alors très délicate pour le club.

### La présidence Cohen (2002-2009)

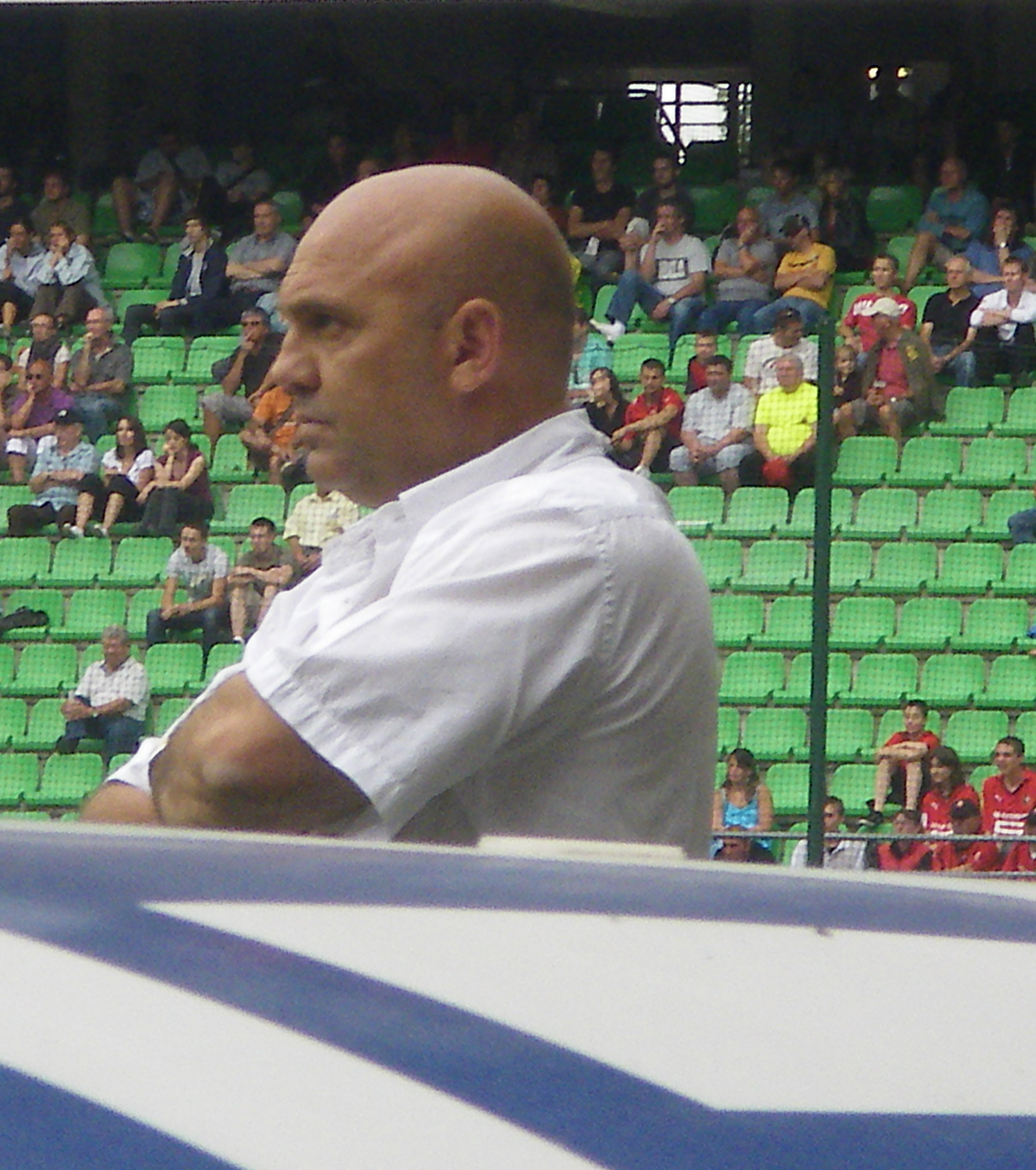
Frédéric Antonetti, entraîneur de l'OGC Nice de 2005 à 2009.

Après un refinancement du club, la montée en Ligue 1 est validée. Maurice Cohen devient président et inaugure une période de bonne gestion et de stabilité. Gernot Rohr devient entraîneur et plusieurs joueurs arrivent en prêt. Alors que la descente leur est promise après leur difficile été, les Niçois surprennent les observateurs en s'installant rapidement en tête du championnat. Ils termineront en milieu de tableau, à la dixième place. Les saisons suivantes sont du même acabit, avec une onzième et une douzième place à la clé. Cependant, l'entraîneur Gernot Rohr est renvoyé en 2005 et provisoirement remplacé, pour les derniers matchs du championnat, par un ancien joueur niçois, Gérard Buscher, qui évite au club la relégation mais n'est ensuite pas reconduit.
En 2004, l'OGC Nice réalise un exploit en Ligue 1 face au rival monégasque, le 2 octobre 2004. Menés 3-0 après soixante minutes, les Niçois réagissent, et grâce à un triplé de Victor Agali et un but de Marama Vahirua, ils s'imposent finalement 3-4, au terme d'un derby resté mémorable.

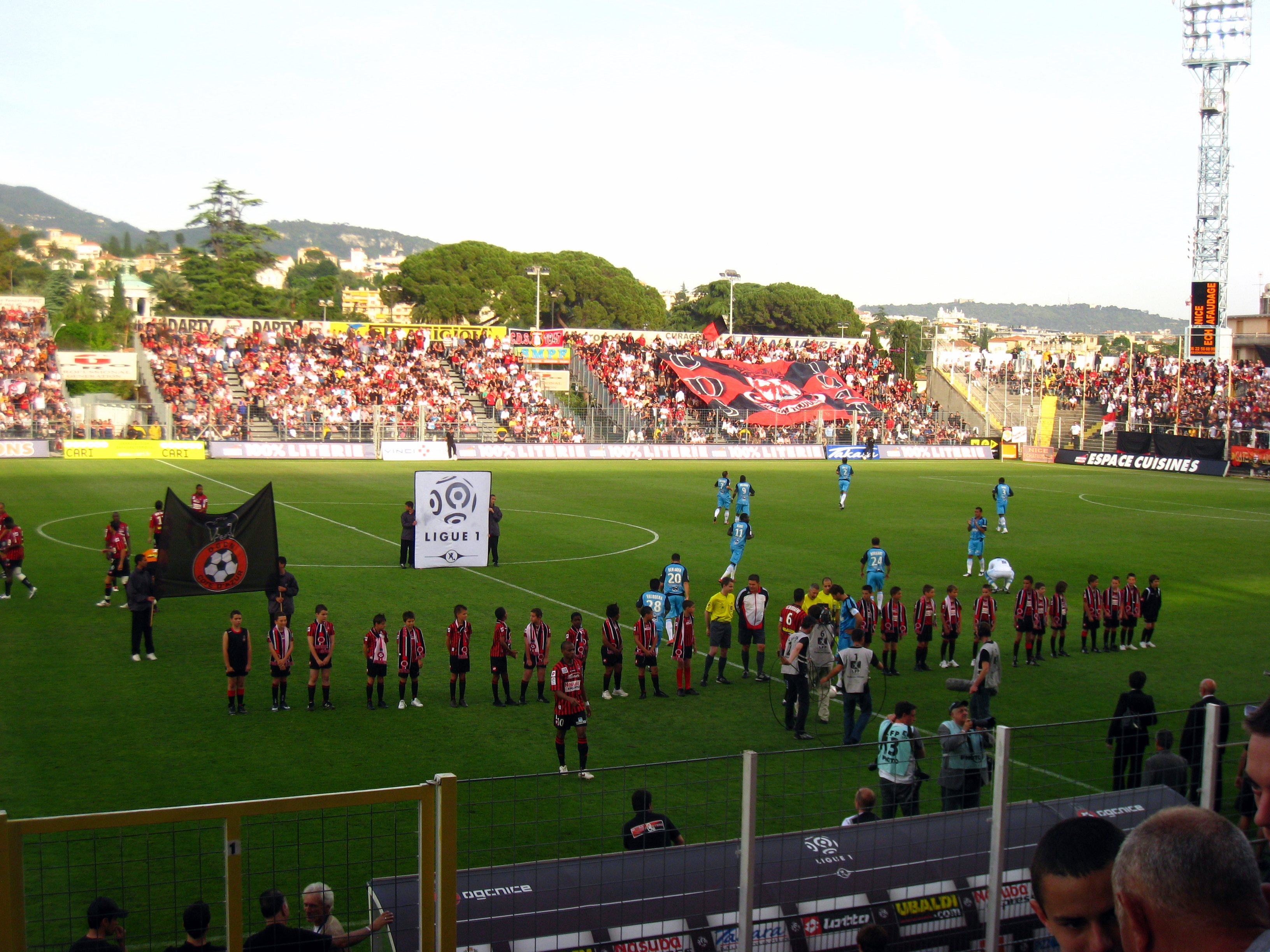
Match au stade du Ray entre l'OGC Nice et l'Olympique de Marseille en 2009

Au cours de l'été 2005, Frédéric Antonetti est nommé entraîneur. Sous sa direction, les résultats seront en nets progrès, avec plusieurs révélations dont Hugo Lloris, Ederson et Bakari Koné, et deux huitièmes places en 2005-2006 et 2007-2008. En 2006, l'OGC Nice atteint la finale de la Coupe de la Ligue perdue 1 à 2 face à l'AS Nancy-Lorraine. À cette occasion 25 000 supporters niçois font le déplacement au stade de France pour encourager leur équipe et composent une tribune remarquée aux couleurs rouge et noir.
En mai 2007, le club connaît un conflit entre les actionnaires Gilbert Stellardo et Marcel Governatori d'une part, et Franck Guidicelli d'autre part. Ce dernier dépose une plainte concernant de prétendues irrégularités commises lors des transferts d'Ederson et de Matt Moussilou. Cette plainte provoque une vive réaction du club mais elle sera finalement classée sans suite. L'annulation par le tribunal administratif de Nice du dossier du Grand stade de Nice est par ailleurs un fait important sur la période.
Frédéric Antonetti quitte le club en juin 2009 pour aller entraîner le Stade rennais. Peu de temps après, Maurice Cohen cède son poste à Gilbert Stellardo dans un contexte de crise. Antonetti est remplacé par Didier Ollé-Nicolle, mais la greffe ne prend pas, et il est remplacé par Éric Roy en mars. Le club termine à la quinzième place du Championnat de France de football.

### La présidence Stellardo (2009-2011)
La fin des années 2000 et le début des années 2010 sont marquées par le départ des meilleurs joueurs, qui avaient permis au club d'enregistrer des résultats honorables en Ligue 1 sous l'ère Antonetti : Hugo Lloris, Ederson, Rod Fanni, Florent Balmont, Loïc Rémy. Alors que le rival Olympique de Marseille finit champion de France 2009-2010, Nice termine 15e du classement avec 44 points, 12 points devant Le Mans UC, 18e.
Avant le début d'exercice 2010-2011, l'expérimenté mais vieillissant Danijel Ljuboja est recruté en provenance du Grenoble Foot 38 pour remplacer Rémy. Il est appelé à compléter l'attaque aux côtés d'Anthony Mounier, jeune ailier gauche qui a montré de belles choses l'année précédente, et d'Eric Mouloungui qui n'a pas encore convaincu depuis son arrivée. Dans l'entre jeu, Didier Digard, arrivé au mercato dernier, doit apporter son volume de jeu au milieu du terrain associé à Julien Sablé, recruté en janvier 2009, et à Kafoumba Coulibaly. En défense, François Clerc s'engage deux ans pour se relancer et apporter assurance et polyvalence.

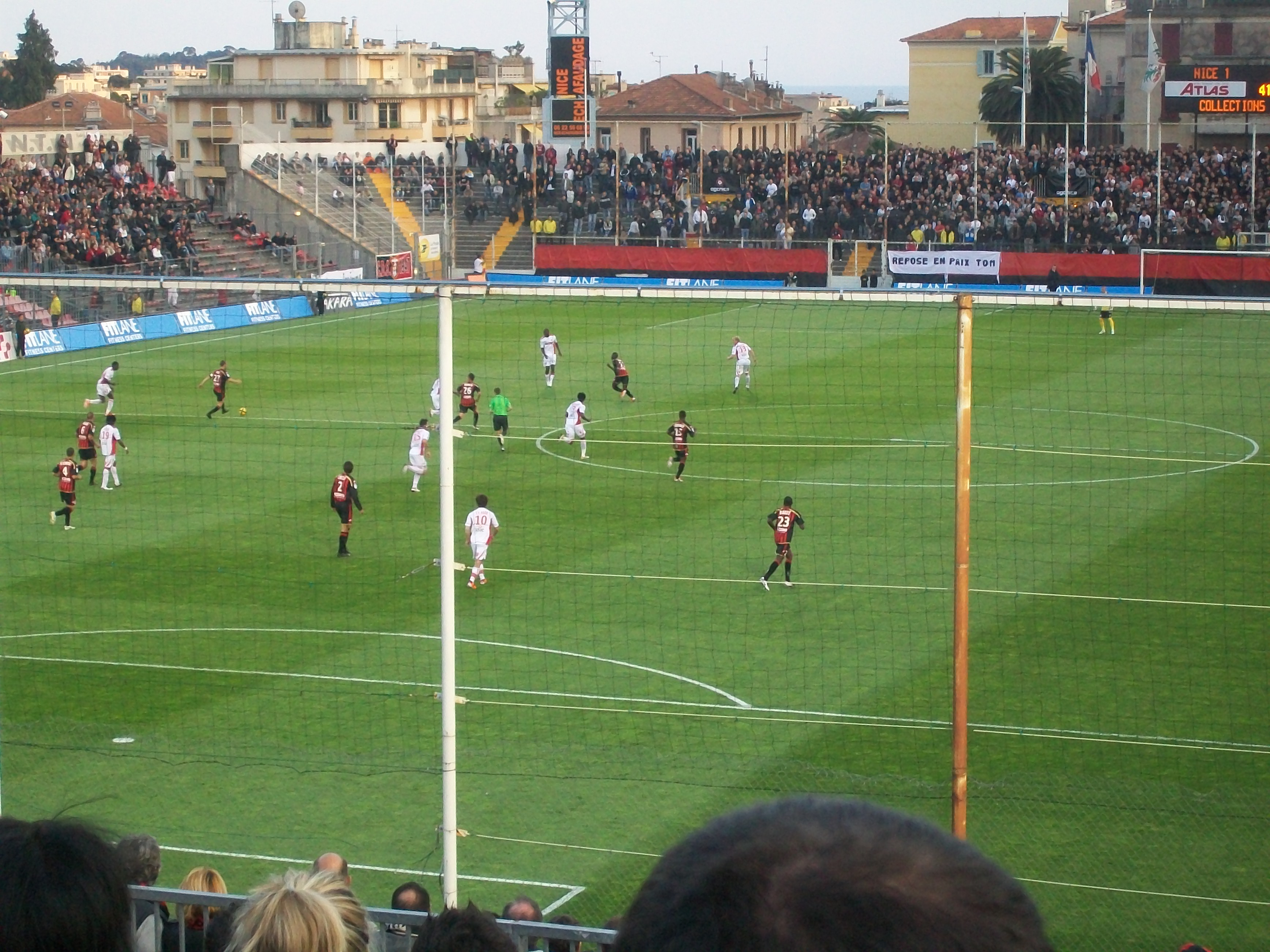
Match de ligue 1 face à Monaco en avril 2011

En 2010-2011, L'OGC Nice lutte pour éviter la relégation en Ligue 2. Cette situation provoque le mécontentement des supporters, qui réclament davantage de moyens pour étoffer l'effectif et compenser les départs. La fin de saison est compromise par de nombreuses blessures ou suspensions de titulaires qui révèlent la faiblesse du banc niçois, le club étant contraint de faire appel à des joueurs de CFA ou hors de forme. Une lourde défaite à domicile contre Caen (0-4), subie en mai 2011, marque les esprits. Lors de la dernière journée, le 29 mai 2011, malgré une défaite à Valenciennes (2-1), qui place le club à la merci des résultats de ses concurrents directs, l'OGC Nice sauve finalement sa place parmi l'élite grâce à la victoire de l'Olympique lyonnais sur l'AS Monaco qui précipite le club de la Principauté en D2. Le Gym termine dix-septième, et premier non relégable.
Paradoxalement, l'OGC Nice réalise un bon parcours en Coupe de France, et atteint la demi-finale après avoir successivement éliminé Créteil, l'Olympique lyonnais, Drancy et Reims. Le 19 avril 2011, le Gym est éliminé par le futur vainqueur de l'épreuve et champion de France 2011, le Lille OSC en demi-finale, dans un stade du Ray comble (0-2).
Durant cette saison difficile, certains joueurs se distinguent, en particulier Anthony Mounier, auteur de onze passes décisives en championnat, Nemanja Pejčinović, jeune défenseur serbe prêté par le Hertha BSC Berlin puis acheté en cours d'année, ou Éric Mouloungui, meilleur buteur niçois de la saison avec huit buts en championnat et trois en Coupe de France, dont certaines réalisations spectaculaires.

### La première présidence Rivère (2011-2019)
Fin mai 2011, le président Stellardo annonce qu'une augmentation de capital est nécessaire, dans le but notamment de conserver les joueurs-clés de l'effectif. Le 6 juin 2011, la presse révèle qu'un homme d'affaires niçois de 53 ans, Jean-Pierre Rivère, serait prêt à injecter 12 millions d'euros dans le club et pourrait prendre les commandes de l'OGC Nice. Le 11 juillet 2011, Jean-Pierre Rivère devient officiellement président de l'OGC Nice, et annonce que les 11 à 12 millions d'euros qu'il apporte serviront à combler durant deux ans le déficit structurel du club qui s'élève à 6 millions d'euros, ce qui devrait selon lui permettre à l'OGC Nice de conserver ses meilleurs joueurs. Il se donne également pour objectif de doter le club de nouveaux centres d'entraînement et de formation.
Les Aiglons ratent le début de leur saison 2011-2012, et devront attendre la sixième journée pour gagner leur premier match en Ligue 1 (face à Ajaccio, 3-0). Nice réalise ensuite une saison morose, entre bonnes performances à domicile et nombreuses désillusions à l'extérieur, le tout entrecoupé par quelques coups éclats ponctuels. Le 15 novembre 2011, Jean-Pierre Rivère annonce qu'Éric Roy est remplacé au poste d'entraîneur par son adjoint René Marsiglia. Éric Roy retrouve son poste de manager général sportif du club, qu'il avait précédemment occupé. Finalement, l'équipe aura passé la plus grande partie de la saison à lutter pour ne pas être relégable, et aura dû attendre la dernière journée du championnat pour assurer son maintien.
Quelques joueurs se distinguent, comme David Ospina, Anthony Mounier et Fabián Monzón, les deux meilleurs buteurs du club en Ligue 1 avec 8 buts marqués en championnat sur l'ensemble de la saison. Les joueurs offensifs que sont Eric Mouloungui, Abraham Guié Guié, Franck Dja Djédjé et Elliot Grandin, arrivé au marché d'hiver en renfort, ne marquent que 9 buts à eux quatre en championnat, tandis que l'apport de Fabrice Abriel n'est pas constaté, entre autres problèmes d'efficacité. Le lendemain, le 21 mai 2012, Jean-Pierre Rivère fait savoir que René Marsiglia n'est pas reconduit à son poste.
Malgré cette saison difficile, le club se distingue dans les catégories de jeunes : Les U19 et les U17 jouent les premiers rôles dans leurs championnats respectifs, et le 28 avril 2012, les jeunes Aiglons remportent la Coupe Gambardella, grâce à une génération prometteuse (emmenée par Alexy Bosetti, Fabien Dao Castellana, Maxime Silvestri, Lucas Rougeaux, Christophe Hernandez, Dada, Bryan Constant, Mouez Hassen ou encore le très jeune Neal Maupay) qui écarte successivement Ajaccio, Gignac, Louhans-Cuiseaux, Monaco, Troyes, Nantes puis Saint-Étienne en finale. Le club remporte ce trophée pour la première fois après deux échecs en 1981 et en 2002.
Le 24 mai 2012, Claude Puel est nommé entraîneur général de l'équipe première pour une durée de trois ans,. Le 15 juin 2012, le club se sépare du manager sportif Éric Roy. L'ambition est de repartir sur de nouvelles bases, en renouvelant une grande partie de l'effectif en fonction des transferts de certains joueurs cadres annoncés sur le départ comme Anthony Mounier ou François Clerc, et de certains joueurs devenus indésirables. Pour cela, il s'appuie sur un recrutement de jeunes joueurs pour les associer aux éléments expérimentés déjà en place. C'est ainsi qu'il fait venir Éric Bauthéac, du même profil que Mounier parti au MHSC, Timothée Kolodziejczak qu'il a connu à L'OL, Valentin Eysseric de l'AS Monaco ou encore le défenseur Romain Genevois. Darío Cvitanich, ancien joueur de l'Ajax Amsterdam, est recruté pour occuper le poste d'avant-centre. Après une bonne première partie de saison achevée à la 9e place, Nice se retrouve propulsée à la 4e place grâce à sa victoire face à Lille 2-0. C'est l'une des meilleures saisons de Nice depuis son retour en Ligue 1. Avant de débuter l'avant-dernière journée du championnat, Claude Puel et son équipe se trouvent à la 6e place, à trois unités de Lyon, le 3e. Puel retrouve ainsi son ancien club dans une rencontre décisive pour la Ligue des champions. Malheureusement les Aiglons ne pourront que concéder le nul à domicile (1-1), privant Nice de la possibilité de jouer la Ligue des champions la saison suivante, en raison notamment d'une différence de buts trop élevée en faveur de Lyon. Mais le Gym l'emporte à Ajaccio (2-0), lors de la 38e et dernière journée du championnat, et profite du match nul (1-1) survenu entre Lille et Saint-Étienne pour accrocher la quatrième place, et ainsi se qualifier en Ligue Europa pour la saison 2013-2014.

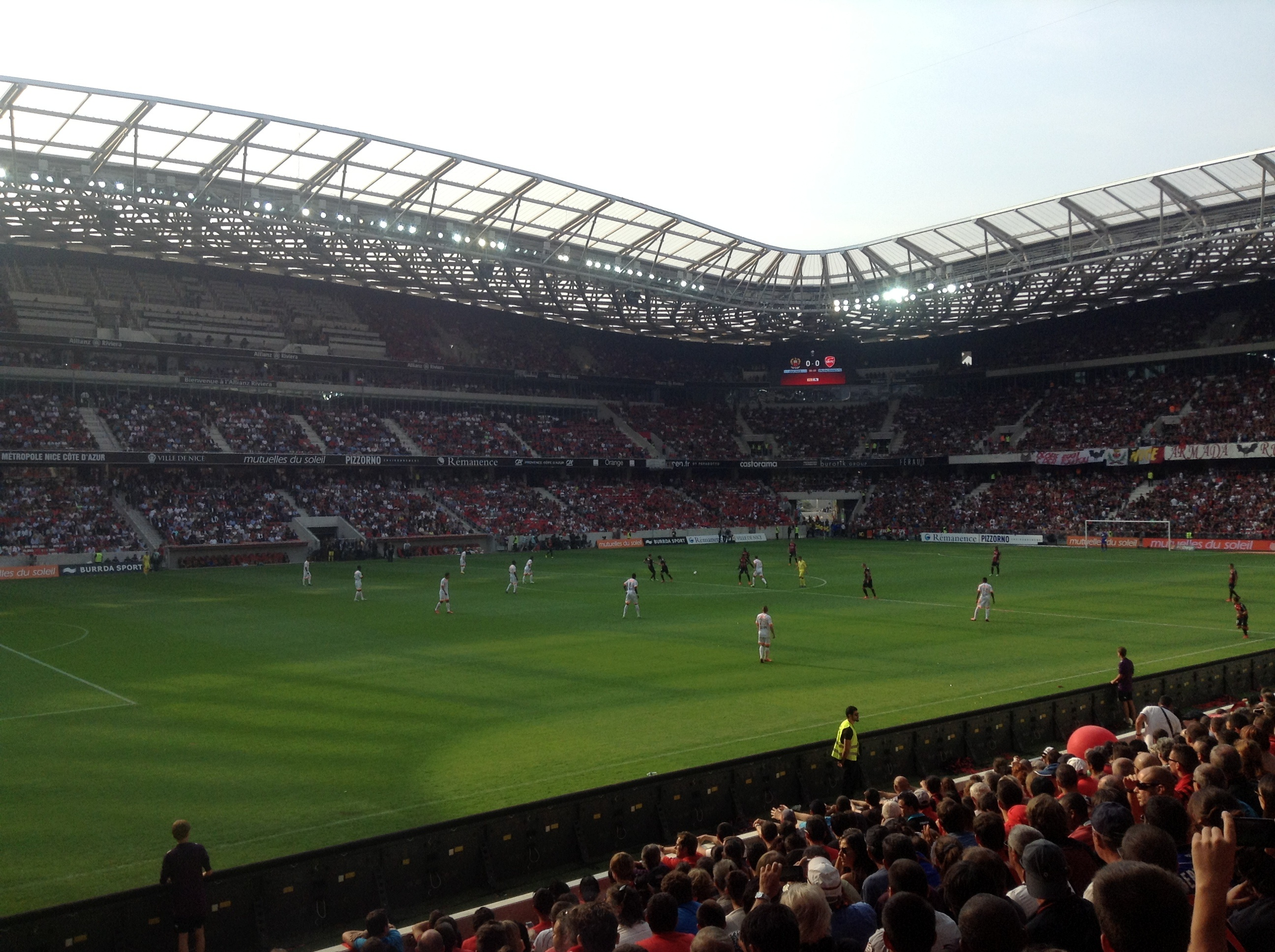
Le coup d'envoi de la rencontre inaugurale OGCN-Valenciennes le 22 septembre 2013 à l'Allianz Riviera.

Le 22 septembre 2013, l'OGC Nice aborde une nouvelle phase de son histoire en étrennant son nouveau stade de 35 000 places, l'Allianz Riviera. La rencontre inaugurale se joue à guichets fermés et se solde par une belle victoire de l'OGCN contre Valenciennes (4-0). Le record d'affluence qui remontait à 1952 est largement battu. Darío Cvitanich est le premier buteur de l'histoire du nouveau stade en ouvrant la marque sur penalty avant qu'Éric Bauthéac n'aggrave le score sur action de jeu puis Christian Brüls de la tête. Le Niçois Alexy Bosetti clôt la fête en inscrivant le quatrième et dernier but. L'effectif niçois devra ensuite faire face aux blessures de nombreux titulaires dont les conséquences ne tardent pas à se faire sentir : Nice enchaîne une série de sept défaites consécutives de la 11e à la 17e journée, égalant ainsi le triste record de la saison 1960-1961 et chute à la seizième place. Cette série prend fin la journée suivante lors de la réception de Sochaux, et Nice, près de deux mois après son succès face à l'OM (1-0), renoue enfin avec la victoire grâce à l'unique but du match inscrit par Éric Bauthéac.
Lors de la saison 2015-2016, l'OGC Nice brille. L'entraîneur Claude Puel parvient à réaliser l'une des meilleures saisons du club azuréen, avec le retour au sommet de Hatem Ben Arfa et les révélations Vincent Koziello et Valère Germain. Nice se qualifie pour la coupe d'Europe après l'obtention d'une nouvelle quatrième place en quatre ans. Les Niçois accèdent ainsi aux poules de la C3 (Ligue Europa) à la suite de la victoire du Paris Saint Germain en coupe de France contre le rival régional de toujours l'Olympique de Marseille. L'intersaison 2016-2017 sera pleine de rebondissements, une semaine après la fin du championnat, l'entraineur Claude Puel et le club décident de mettre fin à leur histoire commune. Le Gym ne tardera pas à annoncer son successeur en la personne de Lucien Favre seulement quelques heures après le départ de Claude Puel. Lucien Favre a une grande expérience du haut niveau en ayant conduit le Borussia Mönchengladbach (club allemand) en Ligue des champions.
Le 10 juin 2016, l’OGC Nice annonce qu’un accord a été conclu pour le rachat par des investisseurs chinois et américains de 80 % du capital du club, soit les parts de Gilbert Stellardo, Patrick Governatori, Jean Bessis et Louis Bacchialoni (49 %) et d’une partie (31 %) de celles de Jean-Pierre Rivère. Le président du Gym Jean-Pierre Rivère conserve 20 %.
Les investisseurs majoritaires, le Sino-Américain Chien Lee (NewCity Capital) et le Chinois Alex Zheng (Groupe Plateno), sont des hommes d’affaires actifs dans les secteurs de l'hôtellerie, du tourisme, de l'immobilier. Ils sont associés à Paul Conway, Américain, représentant la société Pacific Media Group. La gouvernance est inchangée. Jean-Pierre Rivère et Julien Fournier (directeur général) restent à la tête du club pour au minimum un cycle de trois ans. Le but est de franchir un cap et pouvoir garder les meilleurs joueurs et pérenniser le travail effectué. La nouvelle ambition est de développer la marque OGC Nice à l'international, en trouvant de nouveaux sponsors, de nouveaux fans et de nouveaux marchés.
Le club étant pérennisé pour quelques années sur le plan financier, Lucien Favre peut travailler de manière sereine dans un club ambitieux pour la coupe d'Europe et les années qui suivent. Dans la ligne directe du projet dicté par le président, le club fait l'acquisition de jeunes joueurs prometteurs tels Wylan Cyprien, Dalbert Henrique ou Arnaud Lusamba et continue l'incorporation des éléments les plus brillants du centre de formation (Malang Sarr, Vincent Marcel). Toutefois, la nouvelle surface financière permet de renforcer le groupe via quelques joueurs de grande expérience : Dante, international brésilien, vainqueur de la Ligue des champions et champion d'Allemagne avec le Bayern Munich, Younès Belhanda, international marocain et champion de France avec le Montpellier HSC, ou encore Mario Balotelli, star et enfant terrible du football italien, attaquant de la Nazionale, vainqueur de la Ligue des champions avec l'Inter Milan en 2010, champion d'Angleterre et multiple champion d'Italie.
Grâce notamment à un mercato réussi malgré un budget moyen, le dixième de Ligue 1, l'OGC Nice réalise lors de l'exercice 2016-2017 une saison historique. En effet, au terme de celle-ci, le club niçois termine troisième de Ligue 1, une première depuis 1976, soit 41 ans. Une phase aller maîtrisée, une seule défaite en 19 matchs, face à Caen, permet même aux aiglons d'être sacré par le titre honorifique de champion d'automne, devenant par là même un sérieux candidat au titre, aux côtés des deux favoris que sont Paris et Monaco. Le retour de la trêve hivernale est plus compliquée : les absences de Seri, parti jouer la CAN avec la Côte d'Ivoire, et les blessures de joueurs majeurs ralentissent les Niçois. Ils connaîtront leur deuxième défaite de la saison à Monaco (3-0) lors d'un match déjà significatif dans la course au titre. Malgré tout, le club surprise de la saison s'accroche et continue d'aligner les bonnes performances même lorsque deux de ses meilleurs joueurs (Pléa et Cyprien) se blessent gravement, étant écartés des terrains pour le reste de la saison. La phase retour est moins prolifique que la phase aller et le titre de champion s'échappe peu à peu au profit de Monaco. Cependant, l'avance engrangée durant la saison permet aux Aiglons de valider leur place sur le podium, devant Lyon, et leur permet d'avoir une chance de jouer la Ligue des Champions la saison suivante, y disputant les barrages. Une saison historique marquée par des victoires de haut standing (4-0 face lors du derby face à Monaco, 3-0 face à Lyon, 3-1 face au PSG), mais aussi par une invincibilité à domicile, débutée la saison précédente et qui durera jusqu'à la dernière à domicile de la saison 2016-2017 (défaite 0-2 face à Angers).
L'équipe professionnelle est entraînée à partir du 11 juin 2018 par Patrick Vieira, succédant au Suisse Lucien Favre.

### L'ère Ratcliffe (2019-)
Le 28 août 2019, l'OGC Nice est racheté par le groupe de pétrochimie Ineos dont l'actionnaire majoritaire (et fondateur) est l'Anglais Jim Ratcliffe. À cette occasion, Jean-Pierre Rivère redevient président du club. Il avait précédemment démissionné de ses fonctions en janvier à la suite de différents désaccords avec les actionnaires chinois et avait été remplacé par Gauthier Ganaye. Le 4 décembre 2020, au cours de sa troisième saison, et sept mois avant la fin de son contrat, Patrick Vieira est démis de ses fonctions d’entraîneur à la suite des mauvais résultats enregistrés par l'équipe : une cinquième défaite d'affilée toutes compétitions confondues, une onzième place en championnat, et une élimination rapide de la Ligue Europa (avec 15 buts encaissés en 5 matchs),. Il est remplacé le même jour par l'un de ses adjoints Adrian Ursea. À l'issue de la saison et de la neuvième place du club en championnat, Adrian Ursea quitte le club. Le 28 juin 2021, Christophe Galtier, vainqueur de la saison 2020-2021 de Ligue 1 avec le LOSC, est nommé entraineur du club pour trois ans,. Qualifié pour la finale de la Coupe de France, l'OGC Nice s'incline en finale face au FC Nantes, sur un pénalty transformé par Ludovic Blas.
Le 27 juin 2022, le club annonce le retour de Lucien Favre au poste d'entraîneur à la suite du départ de Christophe Galtier au Paris Saint-Germain.
Le 5 octobre 2022, le club annonce l'arrivée au poste de directeur sportif de Florent Ghisolfi en provenance du Racing Club de Lens.
Didier Digard est nommé entraineur le 9 janvier 2023. À l'issue de la saison 2022-2023, son contrat n'est pas renouvelé. Le 30 juin 2023, l'Italien Francesco Farioli lui succède.
Le 11 juillet 2025, l'OGC Nice annonce que Jean-Pierre Rivère a décidé de quitter la présidence du club à la fin de son mandat le 20 août 2025 et après quatorze saisons à ce poste. Il est remplacé par Fabrice Bocquet, directeur général du club depuis novembre 2022.

## Identité

### Couleurs
Le 20 septembre 1919, le Gymnaste club de Nice absorbe le Gallia Football Athlétic Club et adopte ses couleurs rouge et noir.
À partir de ce moment, les couleurs traditionnelles de l'OGCN sont le rouge et le noir. Elles sont déclinées sur les maillots sous forme de rayures verticales plus ou moins larges, apparu pour la première fois lors de la saison 1940-1941 et définitivement en 1948-1949. Toutefois, la saison 1970-1971 fera exception, avec un maillot bleu barré horizontalement d'un large bandeau blanc, lui-même traversé par un liseré rouge et noir. En hommage aux couleurs originelles du club : bleu et noir.
Le maillot extérieur est souvent blanc tandis que le « third » (rarement utilisé) est souvent noir, même s'il y eut des exceptions (maillot camouflage en 2005-2006 par exemple, maillot jaune, maillot bleu). Ce troisième maillot était constamment utilisé lors des matchs Monaco-Nice.
En mai 2014, faisant suite à l'accident du joueur Kévin Anin, le n°17 est retiré. Il s'agit du seul maillot retiré du club.
|  | 2007-2008 |

|  | 2008-2009 |

|  | 2016-2017 |

|  | 2019-2020 |

|  | 2021-2022 |

|  | 2022-2023 |

|  | 2007-2008 |

|  | 2008-2009 |

|  | 2016-2017 |

|  | 2019-2020 |

|  | 2021-2022 |

|  | 2022-2023 |

|  | 2008-2009 |

|  | 2010-2011 |

|  | 2016-2017 |

|  | 2019-2020 |

|  | 2021-2022 |

|  | 2022-2023 |

### Logos
L'aigle représenté sur le blason du club est l'un des symboles les plus anciens de la ville de Nice. L'aigle rouge apparaît peu après 1430 dans les statuts octroyés par le duc de Savoie, le comte Amédée VIII, à la ville de Nice. C'est un symbole du Saint-Empire romain germanique, qui s'étendait à cette époque jusqu'aux confins du Rhône. Historiquement, l'aigle niçois est généralement représentée la tête tournée sur sa droite, positionnement auquel se conforment les différents logos du club.

1948–1992
1992-2013
Depuis 2013.

Le premier logo de l'OGC Nice, adopté en 1948 mais qui n'a jamais figuré sur les maillots, à quelques rares exceptions, reprend cette couleur rouge pour l'aigle. Il disparaît à la suite de la liquidation de la SASP[réf. nécessaire] en 1992.

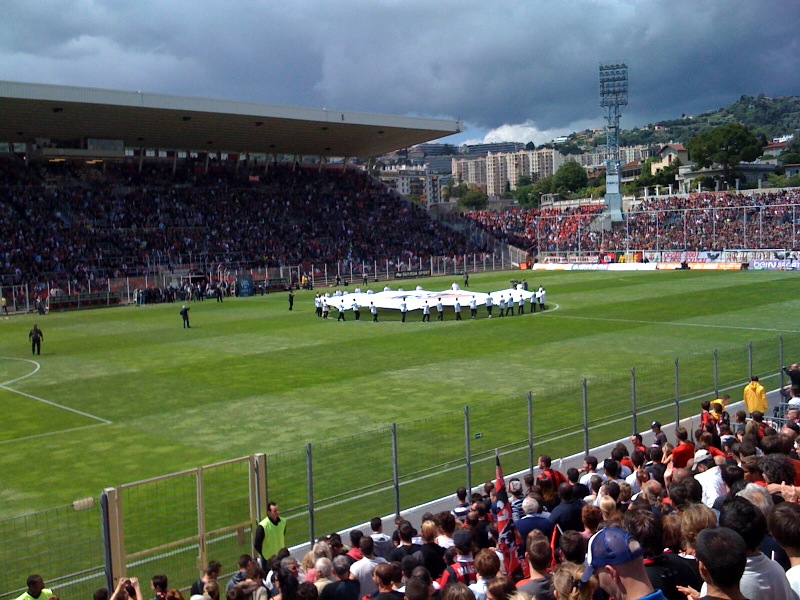
La présentation du nouveau logo de l'OGC Nice au stade du Ray le 19 mai 2013.

Un nouveau logo à l'aigle de sable est alors créé et on y fait figurer la mention « Côte d'Azur », le club ayant été rebaptisé OGC Nice Côte d'Azur. Il sera utilisé jusqu'en 2013 où, le 19 mai 2013, à l'occasion du dernier match à domicile de la saison face à l'Olympique lyonnais, il est remplacé par un nouveau logo. Ce dernier adopte une représentation plus traditionnelle de l'aigle mais la couleur or est une nouveauté. Ses ailes épousent un blason aux rayures rouges et noires (les couleurs traditionnelles du club depuis 1919) surmontées de la mention « OGC Nice », les mots Côte d'Azur ayant disparu. Au bas figure la date de création du club en niçois : Despì 1904 c'est-à-dire « depuis 1904 ».
En 2014, le club invite ses supporters et les écoliers niçois à choisir un nom pour l'aigle de l'OGC Nice. À l'issue de la consultation, le nom de « Mèfi » (« méfie-toi » en niçois) est choisi à 70%.

## Résultats sportifs
‌

### Palmarès
Le palmarès de l'OGC Nice compte quatre titres de champion de France et trois coupes de France. Nice réalise son premier doublé coupe-championnat lors de la saison 1951-1952. Après cette décennie de succès, le palmarès de l'équipe professionnelle ne s'est plus résumé qu'à trois titres de championnat de seconde division (1965, 1970 et 1994) jusqu'à sa victoire en coupe de France lors de la saison 1996-1997. Depuis, l'OGC Nice a atteint une seule fois la finale de la Coupe de la Ligue, lors de la saison 2005-2006 et une finale de Coupe de France (en 2022).
| Compétitions nationales | Compétitions internationales |
| Championnats - Championnat de France (4) - Champion en 1951, 1952, 1956 et 1959 - Vice-champion en 1968, 1973 et 1976 - Championnat de France D2 (4) - Champion en 1948, 1965, 1970 et 1994 - Championnat de France D3 (2) - Champion en 1985 rés. et 1989 rés. - Championnat de France D5 - Vainqueur de groupe en 2013 rés. Coupes - Coupe de France (3) - Vainqueur en 1952, 1954 et 1997 - Finaliste en 1978 et 2022 - Coupe de la Ligue - Finaliste en 2006 - Challenge / Trophée des champions (1) - Vainqueur en 1970 - Finaliste en 1956, 1959 et 1997 - Coupe Charles Drago - Finaliste en 1958 | - Coupe des clubs champions européens - Meilleure performance : quart de finaliste en 1957 et 1960 - Coupe Latine - Finaliste en 1952 - Coupe Mohammed V - Finaliste en 1976 |
| Championnats - Championnat de France (4) - Champion en 1951, 1952, 1956 et 1959 - Vice-champion en 1968, 1973 et 1976 - Championnat de France D2 (4) - Champion en 1948, 1965, 1970 et 1994 - Championnat de France D3 (2) - Champion en 1985 rés. et 1989 rés. - Championnat de France D5 - Vainqueur de groupe en 2013 rés. Coupes - Coupe de France (3) - Vainqueur en 1952, 1954 et 1997 - Finaliste en 1978 et 2022 - Coupe de la Ligue - Finaliste en 2006 - Challenge / Trophée des champions (1) - Vainqueur en 1970 - Finaliste en 1956, 1959 et 1997 - Coupe Charles Drago - Finaliste en 1958 | Compétitions de jeunes |
| Championnats - Championnat de France (4) - Champion en 1951, 1952, 1956 et 1959 - Vice-champion en 1968, 1973 et 1976 - Championnat de France D2 (4) - Champion en 1948, 1965, 1970 et 1994 - Championnat de France D3 (2) - Champion en 1985 rés. et 1989 rés. - Championnat de France D5 - Vainqueur de groupe en 2013 rés. Coupes - Coupe de France (3) - Vainqueur en 1952, 1954 et 1997 - Finaliste en 1978 et 2022 - Coupe de la Ligue - Finaliste en 2006 - Challenge / Trophée des champions (1) - Vainqueur en 1970 - Finaliste en 1956, 1959 et 1997 - Coupe Charles Drago - Finaliste en 1958 | Championnats - Championnat National 18 ans (1) - Champion en 2004 Coupes - Coupe Gambardella (1) - Vainqueur en 2012 - Finaliste en 1981 et 2002                             |

### Bilan sportif

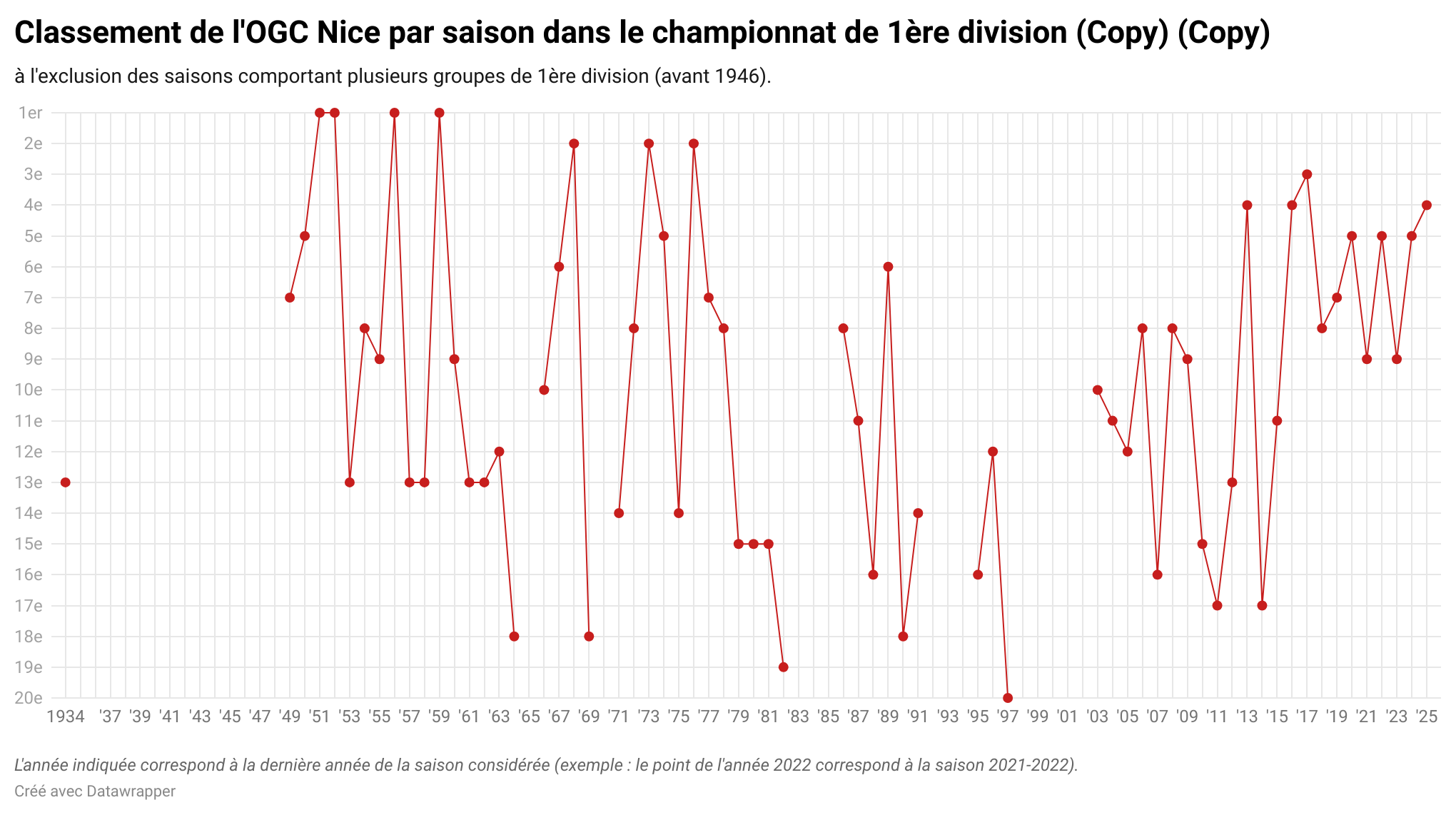
Classement final du club par saison de 1934 à 2024.

Sur le plan européen l'OGC Nice possède un très bon palmarès pour un club français avec deux quarts de finale en Ligue des champions, un huitième de finale en Coupe des Coupes ainsi qu'un huitième de finale en Coupe de l'UEFA. Le gym termine quatrième à la fin de la saison 2012-2013 et fait son retour en coupe d'Europe en Ligue Europa.
| Coupe                                     | Saisons | Titres | Meilleure performance | J   | G   | N | P  | Bp | Bc | Diff |
| ----------------------------------------- | ------- | ------ | --------------------- | --- | --- | - | -- | -- | -- | ---- |
| Ligue des champions (1957-1960)           | 2       | 0      | Quart de finale (2)   | 14  | 7   | 2 | 5  | 29 | 25 | +4   |
| Coupe des Coupes (1997-1998)              | 1       | 0      | Huitième de finale    | 4   | 1   | 3 | 0  | 7  | 5  | +2   |
| Coupe des villes de foires (1966-1969)    | 3       | 0      | Premier Tour (3)      | 6   | 1   | 1 | 4  | 5  | 13 | -8   |
| Ligue Europa/Coupe de l'UEFA (1974-2018), | 5       | 0      | Huitième de finale    | 19  | 9   | 0 | 10 | 26 | 29 | -3   |
| Coupe Latine (1952-1956)                  | 2       | 0      | Finaliste             | 4   | 1   | 0 | 3  | 5  | 7  | -2   |
| Challenge des champions (1959-1970)       | 2       | 1      | Vainqueur             | 2   | 1   | 0 | 1  | 2  | 2  | 0    |
| Coupe Charles Drago (1958-1965)           | 8       | 0      | Finaliste             | 13  | 6   | 0 | 7  | 30 | 27 | +3   |
| Coupe de France (1930-2011)               | 81      | 3      | Vainqueur             | 255 | 186 | 2 | 67 | -  | -  | -    |
| Coupe de la Ligue (1994-2011)             | 17      | 0      | Finaliste             | 31  | 14  | 0 | 17 | 37 | 43 | -6   |

### Records
La plus large victoire à domicile en Division 1 pour le club azuréen est de 8 à 0 face au Stade rennais en 1949, face à l'UA Sedan-Torcy en 1957 et face à l'AS Saint-Etienne en 2024.[réf. nécessaire]
La plus large victoire à l'extérieur en Division 1 est de 5 à 0 face à l'AS Troyes-Sainte-Savine en 1960 et face à l'US Le Mans en 1972, égalée en 2014 avec une victoire sur le score de 7 à 2 à Guingamp, grâce notamment à un quintuplé de Carlos Eduardo, performance qui n'avait plus été réalisée en championnat de France depuis 1984.
La plus large victoire en Coupe de France est de 12 à 1 face à l'AS Avignon en 1945. Le plus grand nombre de victoires sur une saison est de 24 en 38 matchs lors de la saison 1958-1959. La plus grande période d'invincibilité du club est de dix-neuf matchs du 30 novembre 1958 au 10 mai 1959.

### Adversaires européens
À travers son histoire, l'OGC Nice a à plusieurs reprises participé à la Ligue des Champions ainsi qu'à d'autres coupes d'Europe. Voici la liste de leurs adversaires européens rencontrés dans ces compétitions :
- Bayer Leverkusen
- 1. FC Cologne (2 fois)
- Hansa Rostock
- Schalke 04
- Werder Brême
- Red Bull Salzbourg
- Zulte Waregem
- Union Saint-Gilloise
- Apollon Limassol
- AGF Århus
- Esbjerg fB
- Glasgow Rangers (2 fois)
- Kilmarnock FC
- Athletic Club
- Espanyol Barcelone
- FC Barcelone (2 fois)
- Real Madrid (2 fois)
- Real Sociedad
- Ferencváros TC
- Shamrock Rovers
- Hapoël Beer-Sheva
- Maccabi Tel-Aviv
- ACF Fiorentina
- Lazio Rome (2 fois)
- SSC Naples
- FC Sheriff Tiraspol
- FK Bodø/Glimt
- Ajax Amsterdam
- Vitesse Arnhem
- FC Twente
- Sporting Portugal
- Benfica Lisbonne
- FK Krasnodar
- Lokomotiv Moscou
- Partizan Belgrade
- Örgryte IS (2 fois)
- IF Elfsborg
- FC Bâle
- Slavia Prague (2 fois)
- 1. FC Slovácko
- Fenerbahçe SK (2 fois)

## Personnalités

### Propriétaires
Auparavant association loi de 1901, le club prend la forme en février 1996 d'une société anonyme à objet sportif (SAOS),, transformée en société anonyme sportive professionnelle (SASP) en juillet 2001. Le tableau ci-dessous énumère les actionnaires successifs de la société.
| Période                      | Nom | Source |
| ---------------------------- | --- | ------ |
| février 1996 - janvier 1997  | ~ 52,5 % André Boïs ; 33 % Association OGC Nice ; ~ 14,5 % autres | [ 44 ] |
| janvier 1997 - décembre 1998 | 67 % Milan Mandaric ; 33 % Association OGC Nice | ,      |
| décembre 1998 - juin 2001    | 67 % So. Inv. (Francesco Sensi) ; 33 % Association OGC Nice | ,      |
| juin 2001 - février 2002     | 92 % So. Inv. (Francesco Sensi) ; 8 % Association OGC Nice | ,      |
| février 2002 - octobre 2002  | 92 % Challenge Associés (Robert Cassone, Jean-Christophe Cano, François Mouret, Michel Toroella) ; 8 % Association OGC Nice                                                                                | ,      |
| octobre 2002 - novembre 2002 | 67 % Occigen : dont 33,5 % Progama (Jean-Claude Perrin) et 33,5 % Gilbert Stellardo, Marcel Governatori, Maurice Cohen, Louis Bacchialoni, Jean Bessis ; 27 % Franck Giudicelli ; 6 % Association OGC Nice | ,      |
| novembre 2002 - mai 2008     | 67 % Occigen : dont 31 % Gilbert Stellardo, 31% Marcel Governatori, et 5 % Maurice Cohen, Louis Bacchialoni, Jean Bessis ; 27 % Franck Giudicelli ; 6 % Association OGC Nice                               | ,      |
| mai 2008 - janvier 2010      | 42,5 % Gilbert Stellardo ; 42,5 % Marcel Governatori ; > 5 % Maurice Cohen, Louis Bacchialoni, Jean Bessis ; < 10 % autres                                                                                 | ,      |
| janvier 2010 - juillet 2011  | 45 % Gilbert Stellardo ; 45 % Marcel Governatori ; Louis Bacchialoni, Jean Bessis et autres | ,      |
| juillet 2011 - juin 2016     | 51 % Jean-Pierre Rivère ; 49 % Occigen : dont 22,5 % Gilbert Stellardo ; 22,5 % Marcel Governatori, 4 % Louis Bacchialoni, Jean Bessis                                                                     | ,      |
| juin 2016 - août 2019        | 80 % OGC Nice Investment Company Ltd : dont 32 % Chien Lee, 32 % Alex Zheng, 16 % Paul Conway, Elliot Hayes ; 20 % Jean-Pierre Rivère puis Jean-Pierre Rivère et Julien Fournier                           | ,      |
| août 2019 -                  | Ineos | [ 72 ] |

### Présidents
Les tableaux suivants présentent la liste des présidents du club à partir de 1920. En 1997 et 1998, le Serbe Milan Mandaric est président en association avec André Boïs. Les Italiens Paolo Taveggia et Federico Pastorello, qui se succèdent à la tête du club entre 1999 et 2002, occupent le poste de directeur général.
| Nom                                                                             | Période                                                          |
| ------------------------------------------------------------------------------- | ---------------------------------------------------------------- |
| Roger Loeuillet                                                                 | juin 1969-1981                                                   |
| Mario Innocentini                                                               | décembre 1981-juin 1991                                          |
| Richard Pogliano                                                                | juin 1991-novembre 1991                                          |
| André Boïs                                                                      | novembre 1991-janvier 1997                                       |
| Milan Mandaric                                                                  | janvier 1997-décembre 1998                                       |
| Primo Salvi                                                                     | décembre 1998-7 octobre 1999                                     |
| Silvio Rotunno Paolo Taveggia (dir. général) Federico Pastorello (dir. général) | 7 octobre 1999-14 février 2002 octobre 1999-juin 2000 -mars 2002 |
| Robert Cassone                                                                  | 14 février 2002-juillet 2002                                     |
| Maurice Cohen                                                                   | juillet 2002-30 septembre 2009                                   |
| Gilbert Stellardo                                                               | 30 septembre 2009-11 juillet 2011                                |
| Jean-Pierre Rivère                                                              | 11 juillet 2011-31 janvier 2019                                  |
| Gauthier Ganaye                                                                 | 31 janvier 2019-30 août 2019                                     |
| Jean-Pierre Rivère                                                              | 30 août 2019-20 août 2025                                        |
| Fabrice Bocquet                                                                 | 20 août 2025-                                                    |

### Entraîneurs
Le tableau suivant présente la liste des entraîneurs du club depuis juillet 1932.
| #  | Nom                    | Période   |
| -- | ---------------------- | --------- |
| 1  | Jim MacDewitt          | 1932-1933 |
| 2  | Tandler                | 1933-1934 |
| +  | Kramer                 | 1933-1934 |
| +  | Bell                   | 1933-1934 |
| 3  | Emmanuel Lowy          | 1935-1937 |
| 4  | Karel Kudrna           | 1937-1937 |
| 5  | Ricardo Zamora         | 1937-1938 |
| 6  | Josep Samitier         | 1938-1939 |
| 7  | Luis Valle             | 1945-1946 |
| 8  | Maurice Castro         | 1946      |
| 9  | Jean Lardi             | 1946-1947 |
| 10 | Anton Marek            | 1947-1949 |
| 11 | Émile Veinante         | 1949-1950 |
| 12 | Élie Rous              | 1950-1950 |
| 13 | Jean Lardi             | 1950-1951 |
| 14 | Numa Andoire           | 1951-1952 |
| 15 | Mario Zatelli          | 1952-1953 |
| 16 | George Berry           | 1953-1955 |
| 17 | Luis Antonio Carniglia | 1955-1957 |
| 18 | Jean Luciano           | 1957-1962 |
| 19 | Numa Andoire           | 1962-1964 |
| 20 | Pancho González        | 1964-1969 |
| 21 | Léon Rossi             | 1969-1971 |
| 22 | Jean Snella            | 1971-1974 |
| 23 | Vlatko Marković        | 1974-1976 |
| 24 | Jean-Marc Guillou      | 1976-1977 |
| 25 | Léon Rossi             | 1977-1978 |
| 26 | Koczur Ferry           | 1978-1979 |
| 27 | Albert Batteux         | 1979-1979 |
| 28 | Léon Rossi             | 1979-1980 |
| 30 | Vlatko Marković        | 1980-1981 |
| 31 | Marcel Domingo         | 1981-1982 |

| #  | Nom                 | Période     |
| -- | ------------------- | ----------- |
| 32 | Jean Sérafin        | 1982-1987   |
| 33 | Nenad Bjeković      | 1987-1989   |
| 34 | Pierre Alonzo       | 1989-1989   |
| 35 | Carlos Bianchi      | 1989-1990   |
| 36 | Jean Fernandez      | 1990-1990   |
| 37 | Jean-Noël Huck      | 1990-1992   |
| 38 | Albert Emon         | 1992-1996   |
| 39 | Daniel Sanchez      | 1996-1996   |
| 40 | Silvester Takač     | 1996-1997   |
| 41 | Michel Renquin      | 1997-1998   |
| 42 | Silvester Takač     | 1998        |
| 43 | Victor Zvunka       | 1998-1999   |
| 44 | Guy David           | 1999-2000   |
| 45 | Christian Damiano   | 2000        |
| 46 | Sandro Salvioni     | 2000-2002   |
| 47 | Gernot Rohr         | 2002-2005   |
| 48 | Gérard Buscher      | 2005-2005   |
| 49 | Frédéric Antonetti  | 2005-2009   |
| 50 | Didier Ollé-Nicolle | 2009-2010   |
| 51 | Éric Roy            | 2010-2011   |
| 52 | René Marsiglia      | 2011-2012   |
| 53 | Claude Puel         | 2012-2016   |
| 54 | Lucien Favre        | 2016-2018   |
| 55 | Patrick Vieira      | 2018-2020   |
| 56 | Adrian Ursea        | 2020-2021   |
| 57 | Christophe Galtier  | 2021-2022   |
| 58 | Lucien Favre        | 2022-2023   |
| 59 | Didier Digard       | 2023-2023   |
| 61 | Francesco Farioli   | 2023-2024   |
| 62 | Franck Haise        | Depuis 2024 |

### Joueurs
| Rang | Nom                 | Buts | Période                      |
| ---- | ------------------- | ---- | ---------------------------- |
| 1    | Joaquín Valle       | 211  | 1937 – 1948                  |
| 2    | Victor Nurenberg    | 111  | 1951 – 1960                  |
| 3    | Charly Loubet       | 93   | 1963 – 1969 puis 1971 – 1975 |
| 4    | Nenad Bjeković      | 85   | 1976 – 1981                  |
| 5    | Joseph Ujlaki       | 77   | 1953 – 1958                  |
| 6    | Désiré Carré        | 75   | 1947 – 1952                  |
| 7    | Hector De Bourgoing | 74   | 1959 – 1963                  |
| 8    | Jacques Foix        | 73   | 1956 – 1961                  |
| 9    | Jean Courteaux      | 64   | 1950 – 1953                  |
| 10   | Keita Omar Barrou   | 57   | 1956 – 1963                  |

| Rang | Nom                  | Apparitions | Période                      |
| ---- | -------------------- | ----------- | ---------------------------- |
| 1    | Francis Isnard       | 433         | 1963 – 1975                  |
| 2    | Pancho González      | 359         | 1951 – 1961                  |
| 3    | Roger Jouve          | 345         | 1967 – 1978                  |
| 4    | Charly Loubet        | 336         | 1963 – 1969 puis 1971 – 1975 |
| 5    | André Chorda         | 334         | 1957 – 1962 puis 1970 – 1974 |
| 6    | Dante                | 310         | 2016 – 0000                  |
| 7    | Victor Nurenberg     | 302         | 1951 – 1960                  |
| 8    | Jean-Philippe Mattio | 301         | 1984 – 1998                  |
| 9    | Carlos Curbelo       | 287         | 1980 – 1988                  |
| 10   | Dominique Baratelli  | 285         | 1971 – 1978                  |

Le luxembourgeois Victor Nurenberg est le meilleur buteur de l'histoire du club dans le championnat de France de 1re division avec 89 buts. Dans les coupes européennes, Jacques Foix est le meilleur buteur avec 10 buts.

#### Internationaux français
Le tableau suivant donne la liste, actualisée au 17 novembre 2017, des joueurs de l'OGC Nice appelés en équipe de France, le nombre de sélections et la période correspondante, ainsi que le nombre total de sélections durant la carrière du joueur.
| Joueur               | Sélections | Période              | Sél. (total) |
| -------------------- | ---------- | -------------------- | ------------ |
| Roger Mindonnet      | 4          | 1949                 | 4            |
| Désiré Carré         | 1          | 1949                 | 1            |
| Jean Belver          | 1          | 1950                 | 1            |
| Antoine Bonifaci     | 12         | 1951-1953            | 12           |
| Abdelaziz Ben Tifour | 1          | 1952                 | 4            |
| Joseph Ujlaki        | 11         | 1953-1957            | 21           |
| Antoine Cuissard     | 2          | 1953-1954            | 27           |
| Abderrahman Mahjoub  | 3          | 1953-1954            | 7            |
| Just Fontaine        | 1          | 1953                 | 21           |
| Georges Lamia        | 7          | 1959-1962            | 7            |
| André Chorda         | 2          | 1960                 | 24           |
| Hector De Bourgoing  | 2          | 1962                 | 3            |
| Alain Cornu          | 1          | 1962                 | 1            |
| Charly Loubet        | 23         | 1967-1969, 1971-1974 | 36           |
| Marcel Aubour        | 6          | 1967-1968            | 20           |
| Hervé Revelli        | 12         | 1971-1973            | 30           |
| Claude Quittet       | 10         | 1971-1973            | 16           |
| Francis Camerini     | 1          | 1971                 | 2            |
| Dominique Baratelli  | 19         | 1972-1978            | 21           |
| Jean-Noël Huck       | 11         | 1972-1975            | 17           |
| Jean-Pierre Adams    | 14         | 1973-1976            | 22           |
| Roger Jouve          | 4          | 1973-1977            | 7            |
| Marc Molitor         | 4          | 1973-1975            | 10           |
| Dario Grava          | 1          | 1973                 | 1            |
| Jean-Marc Guillou    | 10         | 1975-1978            | 19           |
| Daniel Bravo         | 7          | 1982, 1988           | 13           |
| Loïc Rémy            | 2          | 2009-2010            | 30           |
| Hatem Ben Arfa       | 2          | 2015-2016            | 15           |
| Christophe Jallet    | 2          | 2017                 | 14           |
| Khéphren Thuram      | 1          | 2023                 | 1            |
| Jean-Clair Todibo    | 1          | 2023                 | 1            |
| Total                | 182        | 1949-2023            | 408          |

Le premier tableau liste l'effectif professionnel de l'OGC Nice pour la saison 2023-2024. Le second recense les prêts effectués par le club lors de cette même saison.

## Effectif professionnel actuel
Le premier tableau liste l'effectif professionnel des Aiglons pour la saison 2025-2026. Le second recense les prêts effectués par le club lors de cette même saison.
En grisé, les sélections de joueurs internationaux chez les jeunes mais n'ayant jamais été appelés aux échelons supérieurs une fois l'âge-limite dépassé ou les joueurs ayant pris leur retraite internationale.

## Structures

### Stades
Le stade du Ray a été inauguré en 1927. Il devient dès lors le stade de l'OGC Nice jusqu'en 2013. En raison de sa faible capacité (seulement 17 415 places) et de sa vétusté, un stade plus grand et plus moderne est construit : l'Allianz Riviera. Le club joue pour la dernière fois au Ray le 1er septembre 2013 et gardera des souvenirs impérissables. Le stade du Ray est démoli durant l'hiver 2018 pour faire place à un ensemble immobilier.
L'Allianz Riviera, d'une capacité de 35 624 places, remplace le stade du Ray à partir de septembre 2013. Il est de catégorie 3 dans le classement UEFA des stades. Localisé dans le secteur de Saint-Isidore Sud, c'est un stade multifonctionnel qui intègre des espaces de restauration, des commerces, des bureaux, des services ainsi que le musée national du Sport. Destiné à accueillir les matchs de l'OGC Nice, il accueillera également d'autres événements sportifs et des concerts durant l'année. D'un coût de 245 millions d'euros, il est construit au moyen d'un partenariat public-privé entre la ville de Nice et le groupe Vinci qui en assurera l'exploitation durant vingt-sept ans. La compagnie d'assurance Allianz a été choisie pour le naming du stade. Elle versera 1,8 million d'euros par an pour un contrat de 9 ans. Le stade accueille des rencontres de l'euro 2016.
Le nom des tribunes a fait l'objet d'une concertation publique avec les habitants et le choix du nom des quatre tribunes a été dévoilé le 14 décembre 2012 et les noms choisis sont : "Garibaldi", "Ségurane", "Ray" et "Populaire Sud".
L'OGC Nice a joué son premier match à l'Allianz Riviera le 22 septembre 2013 contre Valenciennes (victoire 4-0), à l'occasion de la 6e journée de la saison 2013-2014 de Ligue 1. L'attaquant argentin Dario Cvitanich est le premier buteur niçois à avoir marqué dans la nouvelle enceinte. Le record d'affluence actuel est de 35 596 spectateurs lors du match OGC Nice - AS Saint-Etienne (2-0) le 7 mai 2016.

### Centre d'entraînement et de formation
La construction d'un nouveau centre d'entraînement et de formation est officiellement annoncée par le club lors d'une conférence de presse tenue le 16 avril 2014.
Inaugurées en octobre 2017 et situées boulevard Jean Luciano, entre le parc des sports Charles-Ehrmann et le complexe des Francs Archers, ces nouvelles installations regroupent toutes les composantes du club au sein d'un même complexe immobilier : l’équipe professionnelle, les jeunes du centre de formation, ainsi que l’ensemble du personnel administratif. D’une surface de plancher de près de 6 500 m², le bâtiment abrite sur 4 étages des espaces sportifs (vestiaires, salles de musculation et de récupération, etc.), des bureaux, une salle de presse, des hébergements pour les professionnels et la formation, des salles de classe, ainsi que des lieux de réception et de restauration. Le centre s’étend sur une superficie totale de 7,5 hectares et comprend cinq terrains et demi de football (7 et demi à compter du mois de septembre 2018).
Les terrains d'entraînement du groupe professionnel, tout comme le centre de formation du club, se situaient auparavant au sein du parc des sports Charles-Ehrmann.

## Aspects juridiques et économiques

### Aspects juridiques
L'OGC Nice est une société anonyme sportive professionnelle (SASP). Depuis le 26 août 2019, son capital est détenu à 100 % par le groupe anglais Ineos dont l'actionnaire majoritaire est l'Anglais Jim Ratcliffe. Le club est composé d'un directoire, présidé par Jean-Pierre Rivère, et d'un conseil de surveillance, présidé par Robert Ratcliffe, frère du PDG d'Ineos et président d'Ineos Football,. La gestion du club est également assurée par un directeur du football du 29 août 2019 au 6 juillet 2022, poste occupé par Julien Fournier,, puis à partir du 30 août 2022 par un directeur général, Fabrice Bocquet.

### Aspects économiques

#### Éléments comptables

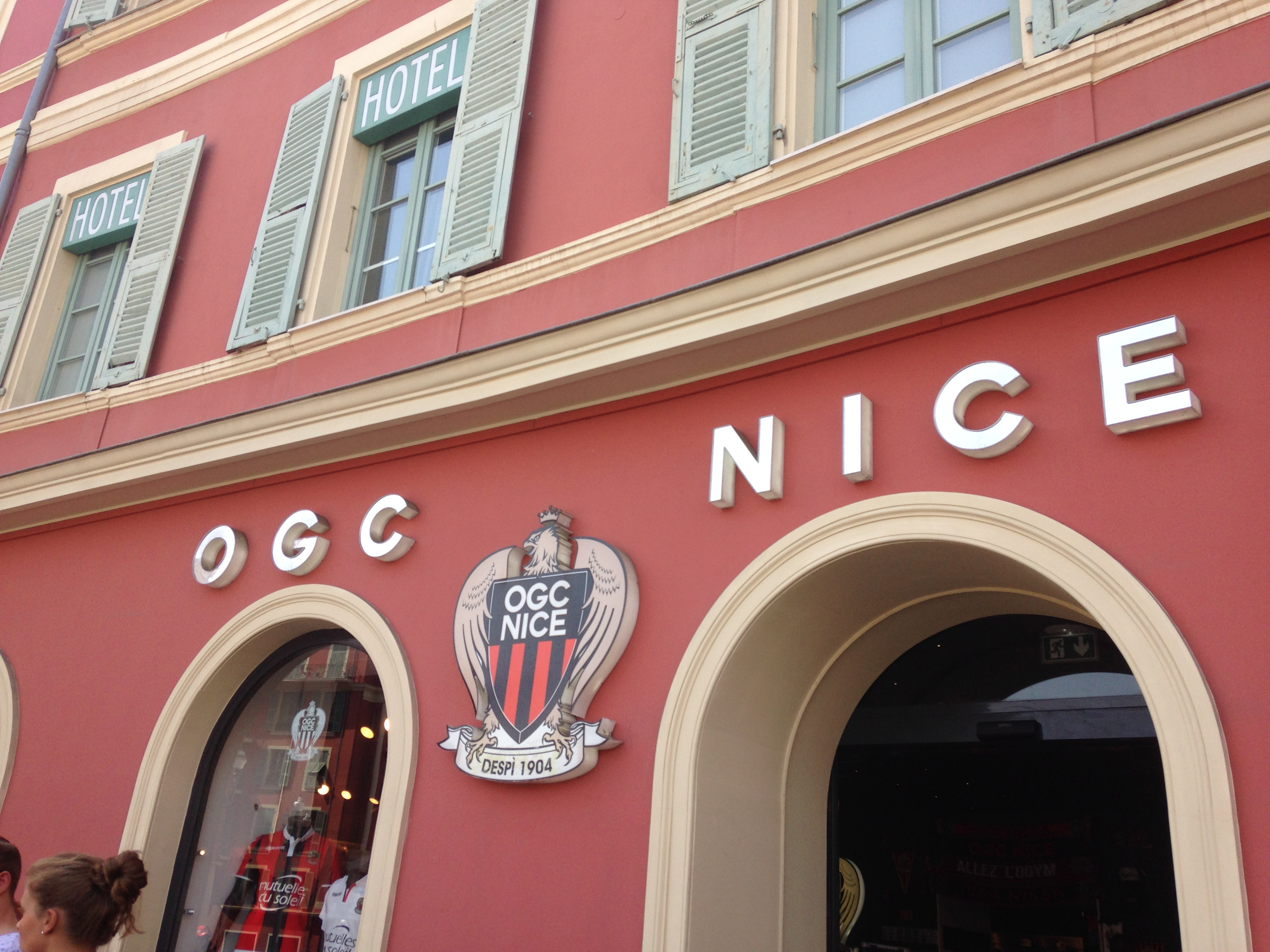
La boutique officielle du club sur la place Masséna à Nice.

Le budget prévisionnel de l'OGC Nice pour la saison 2012-2013 est estimé à 29 millions d'euros, ce qui constitue une baisse par rapport aux saisons précédentes, et le place tout juste au-dessus du premier quartile des budgets des clubs de Ligue 1. Depuis la remontée du club lors de la saison 2002-2003, le budget de l'OGC Nice n'avait fait qu'augmenter jusqu'en 2010 pour se stabiliser aux alentours de 35-37 millions d'euros, ce qui correspondait à un budget moyen en Ligue 1. En 2015-2016, le budget du club est de 40 millions d'euros, ce qui constitue un cap passé par l'OGC Nice.
| Saison | 2002-2003 | 2003-2004 | 2004-2005 | 2005-2006 | 2006-2007 | 2007-2008 | 2008-2009 | 2009-2010 |
| Budget | 15 M€     | 16 M€     | 20 M€     | 24 M€     | 27 M€     | 27 M€     | 32 M€     | 35 M€     |
| Saison | 2010-2011 | 2011-2012 | 2012-2013 | 2013-2014 | 2014-2015 | 2015-2016 | 2016-2017 | 2017-2018 |
| Budget | 37 M€     | 35 M€     | 29 M€     | 32 M€     | 40 M€     | 40 M€     | 42 M€     | 45 M€     |
| Saison | 2018-2019 | 2019-2020 | 2020-2021 | 2021-2022 | 2022-2023 | 2023-2024 | 2024-2025 | 2025-2026 |
| Budget | 50 M€     | 50 M€     | 75 M€     | 90 M€     | 100 M€    | 85 M€     | 150 M€    | 120 M€    |

#### Compte de résultat
Le tableau suivant présente le résultat du club par saison.
Extrait du compte de résultat de l'OGC Nice en millions d'euros
| Saison    | Championnat | Produits | Produits | Produits | Produits | Produits | Produits | Charges | Charges | Rés. expl. | Mutation | Rés. net |
| Saison    | Championnat | Matchs   | Spons.   | Subv.    | TV       | Merch.   | Total    | Rémun.  | Total   | Rés. expl. | Mutation | Rés. net |
| --------- | ----------- | -------- | -------- | -------- | -------- | -------- | -------- | ------- | ------- | ---------- | -------- | -------- |
| 2002-2003 | Ligue 1     | 3,3      | 2,3      | 1,7      | 9,7      | nc       | 18,1     | 8,3     | 16,3    | 1,8        | 0,4      | 1,4      |
| 2003-2004 | Ligue 1     | 2,8      | 3,6      | 1,8      | 9,9      | nc       | 19,5     | 8,9     | 18,0    | 1,5        | 0,3      | 1,2      |
| 2004-2005 | Ligue 1     | 2,5      | 3,8      | 2,2      | 11,4     | nc       | 21,2     | 9,8     | 21,7    | -0,5       | 5,3      | 1,9      |
| 2005-2006 | Ligue 1     | 2,9      | 4,3      | 2,2      | 22,3     | 0,1      | 32,6     | 14,4    | 29,6    | 3          | 0,4      | 1,6      |
| 2006-2007 | Ligue 1     | 2,6      | 4,5      | 2,2      | 17,1     | 0,6      | 28,0     | 15,3    | 32,0    | -4,0       | 3,1      | -2,7     |
| 2007-2008 | Ligue 1     | 2,6      | 4,4      | 2,3      | 24,0     | 0,9      | 34,9     | 19,8    | 38,6    | -4,0       | 21,0     | 5,1      |
| 2008-2009 | Ligue 1     | 2,5      | 5,1      | nc       | 22,2     | nc       | 32,8     | 26,6    | 43,4    | -10,6      | 16,7     | 1,3      |
| 2009-2010 | Ligue 1     | 1,8      | 4,3      | nc       | 18,1     | nc       | 27,2     | 22,6    | 37,7    | -10,5      | 3,0      | -6,3     |
| 2016-2017 | Ligue 1     | 5,8      | 10,1     | nc       | 44,5     | nc       | 68,4     | 49,9    | 75,5    | -7         | 11,9     | 1,8      |

Légende : Matchs = recettes matchs avec billetterie, Spons. = sponsors et publicités, Subv. = subventions des collectivités, TV = droits audiovisuels, Merch. = merchandising, Rémun. = rémunérations du personnel, Rés. expl. = résultat d'exploitation, Mutation = résultat exceptionnel (indemnités de mutation), Rés. net = résultat net.

#### Transferts les plus onéreux
Le recrutement le plus onéreux de l'histoire du club niçois est celui de Sofiane Diop pour 22 millions d'euros, bonus compris, en provenance de l'AS Monaco. Jean Michaël Seri est la cession la plus importante du club : il a été cédé à Fulham pour la somme de 30 millions d'euros.
Les deux tableaux ci-dessous synthétisent les plus gros ventes et achats de joueurs dans l'histoire du club niçois.
| Rang | Joueur                | Montant | Provenance     | Date               |
| ---- | --------------------- | ------- | -------------- | ------------------ |
| 1er  | Sofiane Diop          | 22 M€   | AS Monaco      | 29 août 2022       |
| 2e   | Kasper Dolberg        | 20,5 M€ | Ajax Amsterdam | 29 août 2019       |
| 3e   | Gaëtan Laborde        | 15 M€   | Stade rennais  | 1er septembre 2022 |
| 3e   | Calvin Stengs         | 15 M€   | AZ Alkmaar     | 14 juillet 2021    |
| 5e   | Mattia Viti           | 13 M€   | Empoli         | 3 août 2022        |
| 5e   | Alexis Claude-Maurice | 13 M€   | FC Lorient     | 29 août 2019       |

| Rang | Joueur            | Montant | Destination         | Date               |
| ---- | ----------------- | ------- | ------------------- | ------------------ |
| 1er  | Jean Michaël Seri | 30 M€   | Fulham FC           | 12 juillet 2018    |
| 2e   | Amine Gouiri      | 28 M€   | Stade rennais FC    | 1er septembre 2022 |
| 3e   | Alassane Pléa     | 25 M€   | Borussia M'Gladbach | 10 juillet 2018    |
| 4e   | Khéphren Thuram   | 20,6 M€ | Juventus FC         | 9 juillet 2024     |
| 5e   | Dalbert           | 20 M€   | Inter Milan         | 9 août 2017        |

#### Équipementiers, sponsors et partenariats
L'équipementier de l'OGC Nice, de 2007 à 2011, est la marque italienne Lotto. Le 19 avril 2011, l'OGC Nice annonce un partenariat avec la marque suisse Burrda Sport pour une durée de cinq ans, alors qu'il reste deux années de contrat avec Lotto. À l'occasion de la présentation du nouveau maillot en mai 2013, Burrda annonce qu'elle a déposé la largeur des bandes rouges et noires du maillot de l'OGCN. Le 19 mai 2016, l'OGC Nice, en fin de contrat avec Burrda Sport, annonce un partenariat de trois ans avec l'équipementier italien Macron, renouvelé en avril 2019 pour quatre années supplémentaires.
Le sponsor principal de l'OGC Nice est, de 2008 et jusqu'à l'été 2010, Nàsuba Express. Pour la saison 2010-2011, le club choisit Mad-Croc, une marque de boissons énergisantes déjà sponsor du RC Toulon en rugby. D'autres sponsors, présents depuis plusieurs années, figurent alors sur le maillot niçois, tels que Takara, la communauté urbaine Nice Côte d'Azur et Pizzorno Environnement. Pour la saison 2011-2012, les logos des Mutuelles du Soleil, de la communauté urbaine et de Pizzorno Environnement sont présents sur le maillot de l'équipe. À ces sponsors s'ajoutent pour la saison 2012-2013 la société Rémanence. À partir de la saison 2015-2016, le club annonce un partenariat avec le site de paris sportifs et de poker en ligne Winamax, dont le logo figure sur le short des Niçois. En 2016-2017, le Gym annonce l'arrivée du sponsor chinois Ctrip lors des matchs de Coupe d'Europe. En 2017-2018, c'est la chaîne hotelière chinoise 7 Days Inn qui s'installe sur la manche des maillots niçois en championnat, et devant en Coupe d'Europe.
En 2021, l'OGC Nice signe un partenariat avec l'entreprise de la fintech française Ideel à l'occasion du Programme pouvoir d'achat lancé pour aider financièrement les supporters du club.

## Autres équipes

### Equipe réserve
L'équipe réserve évolue depuis la saison 2023-2024 en Régional 1. Sixième échelon national.

### Section féminine
La section féminine créée en septembre 2005, compte aujourd'hui 6 équipes. L'objectif est de former de jeunes joueuses niçoises pour les amener au plus haut niveau.
Son équipe principale a validé le 2 juin 2019 sa montée en Division 2 en s'imposant en barrage face à Châtenoy-le-Royal.

## Soutiens et image

### Affluence
Le graphique suivant présente l'évolution de la moyenne de spectateurs de l'OGC Nice à domicile du stade du Ray à l'Allianz Riviera par saison depuis 1948.

 Les points roses indiquent les saisons jouées en D2.
Le record d'afflucence est enregistré lors de la reception de l'AS Saint Etienne lors de la 37e journée de la saison 2015-2016 soit : 35 596 spectateurs.

### Supporters

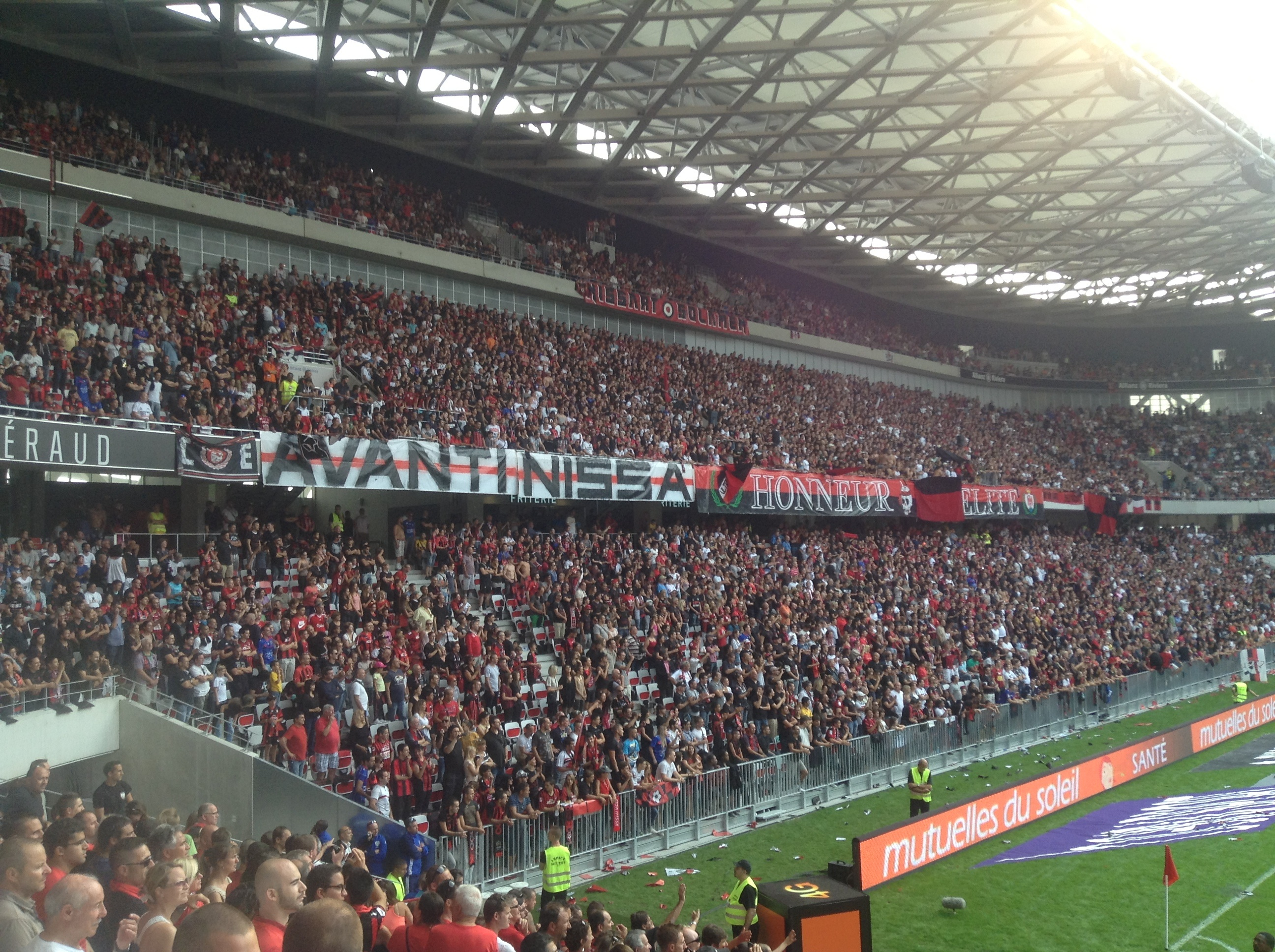
La Populaire Sud à l'Allianz Riviera.

Le 29 avril 2010, le plus important groupe niçois, la Brigade Sud Nice (BSN), fondée en 1985, ainsi que six autres associations de supporters ailleurs en France sont dissoutes par décret du ministère de l'Intérieur.
Au cours de l'été 2013, plus de trois ans après la dissolution de la BSN, une association dénommée "Populaire Sud" est créée, avec pour objectif de fédérer les supporters de la tribune éponyme de l'Allianz Riviera.

## Rivalités

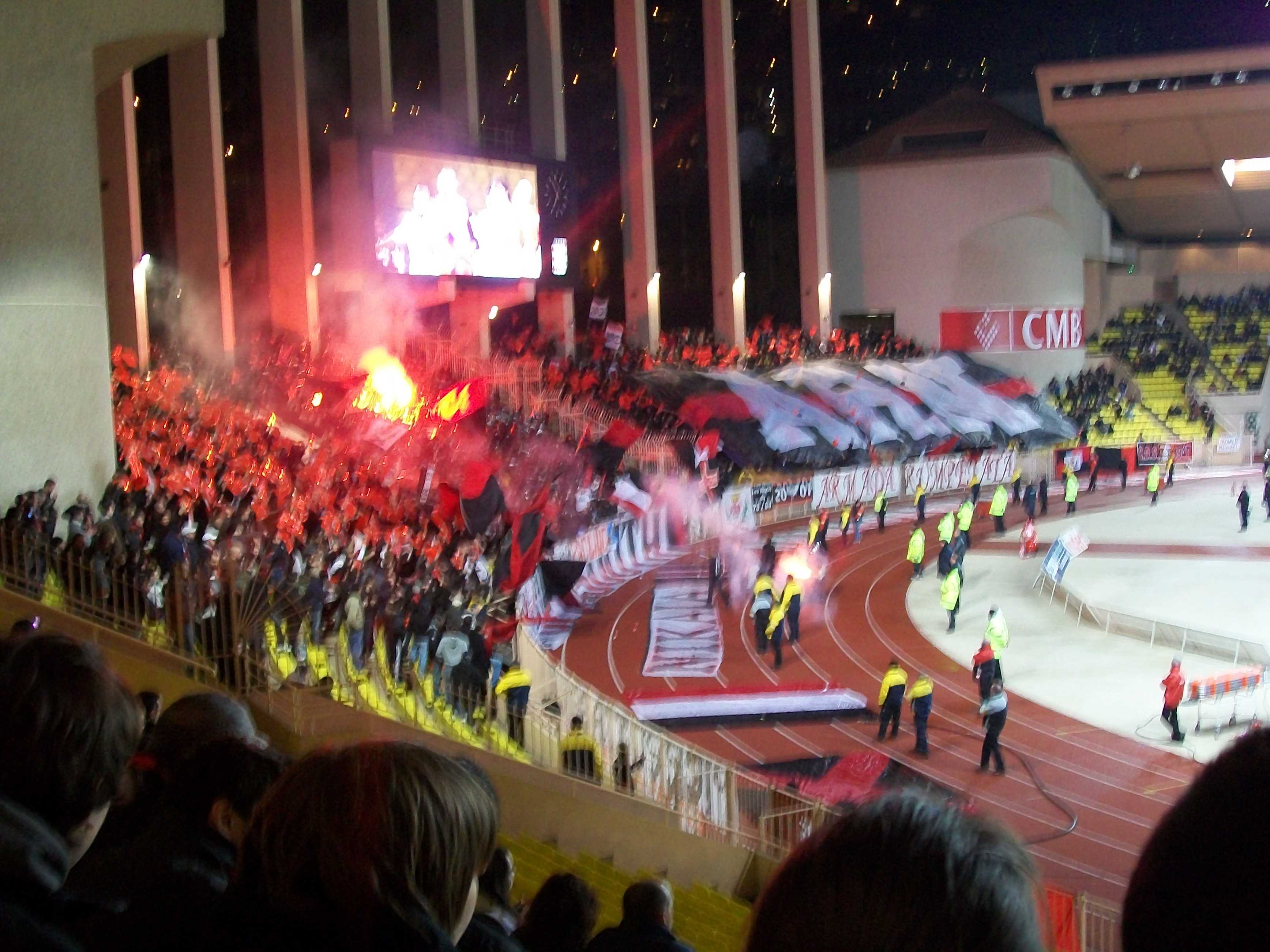
Des supporters niçois lors du match Monaco-Nice (3-2) le 30 janvier 2010

Le derby régional entre l'OGC Nice et l'Olympique de Marseille est considéré comme important pour les supporters niçois et comme étant un point culminant de la saison.
Le match opposant l'AS Monaco et l'OGC Nice est parfois appelé « derby de la Côte d'Azur » ou « derby azuréen ». Dans la mesure où les deux clubs ne sont distants que d'une vingtaine de kilomètres, ce derby est l'un des plus rapprochés de la Ligue 1. Il motive les deux équipes, la suprématie locale restant l'un des enjeux de ce derby. Les supporters niçois se déplacent en masse à Monaco et les matchs Monaco-Nice attirent toujours 14 à 16 000 spectateurs de l’OGC Nice. Les joueurs semblent eux aussi gagnés par la notion de derby et ses enjeux, Sébastien Puygrenier déclarant en 2010 : « On l’a vu l’année dernière, c’était assez intense et on répondra présent. Le derby, c’est pour les supporters et pour la suprématie régionale ! ». Eddie Megraoui, l'ancien président des Ultras de Monaco a toutefois déclaré qu'il ne sentait pas vraiment de rivalité entre supporters de Nice et de Monaco.
Les matches entre Nice et Bastia sont, depuis les années 1970, sources de conflits voire de violence entre supporters. De très nombreux incidents ont eu lieu ces 40 dernières années et depuis plusieurs saisons, les déplacements des supporters sont interdits dans un sens comme dans l'autre.